# Sztuka wczesnochrześcijańska

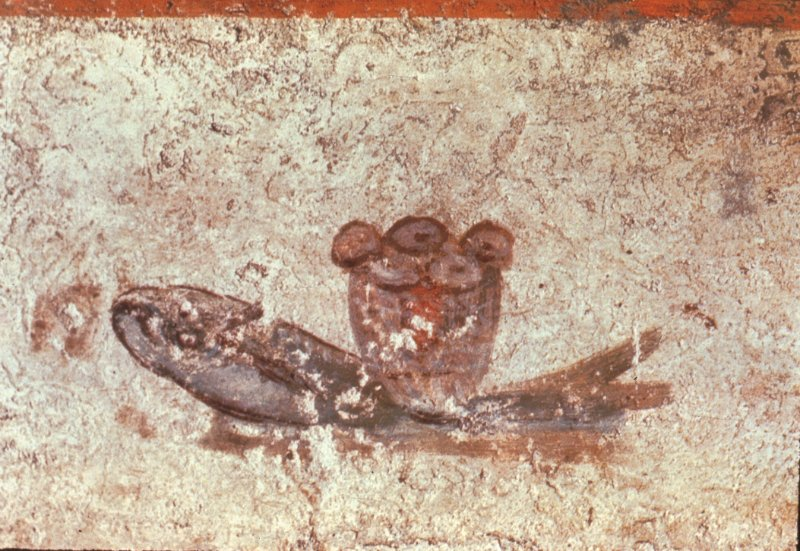
Chleb i ryba (krypty Lucyny, katakumby Kaliksta, lata 20. III wieku)

Sztuka wczesnochrześcijańska, sztuka starochrześcijańska – sztuka pierwszych chrześcijan, wyrażająca ich przynależność religijną, powstająca w basenie Morza Śródziemnego. Przyjmowany zasięg czasowy jest różny. W najszerszym rozumieniu sztuka wczesnochrześcijańska obejmuje okres od II do VII wieku; w węższym, stosowanym m.in. przez André Grabara, obejmuje lata ok. 220–395 (czyli okres od pojawienia się pierwszych znanych przykładów sztuki chrześcijańskiej do podziału cesarstwa rzymskiego na część wschodnią i zachodnią).
Do zachowanych dziś zabytków sztuki wczesnochrześcijańskiej należy malarstwo katakumbowe, architektura, rzeźba (głównie sarkofagi, pojedyncze figurki, rzeźba w kości słoniowej), wyroby rzemiosła. Do najstarszych zaliczane są przykłady malarstwa, odnalezione w katakumbach, przede wszystkim rzymskich.
Czas rozwoju sztuki wczesnochrześcijańskiej dzielony jest na dwa okresy: przed wydaniem edyktu mediolańskiego (313) i po. Przed 313 rokiem rozwój sztuki był utrudniony i dokonywał się w ukryciu, gdyż wówczas religia chrześcijańska była nielegalna. Co więcej, stosunkowo późne pojawienie się pierwszych dzieł wynikało częściowo z ideowych zastrzeżeń wobec kultowych przedstawień figuralnych (Tertulian, Laktancjusz), częściowo zaś z chęci odcięcia się od pogańskiego zbytku. W efekcie pierwsze znane dziś zabytki tej sztuki pochodzą z przełomu II i III wieku. Nierzadko mają charakter dość prymitywny, zwłaszcza w porównaniu do współczesnych im osiągnięć sztuki pogańskiej. Przed 313 rokiem miejscem wyznawania kultu najczęściej były domy prywatne i miejsca pochówku zmarłych. Domy nie wyróżniały się od pozostałych budynków mieszkalnych i na ogół, podobnie jak one, zostały rozebrane lub przebudowane. Natomiast po ukazaniu się edyktu tolerancyjnego religia została objęta patronatem cesarza, który ufundował liczne budowle sakralne, m.in. (bazylikę Zbawiciela (św. Jana) na Lateranie) i bazylikę św. Piotra na Watykanie. Wówczas to wykształciły się podstawowe formy architektoniczne i ikonograficzne, wykorzystywane przez kolejne epoki, jak choćby typ trój- lub pięcionawowej bazyliki oraz budowli centralnej.
Sztuka wczesnochrześcijańska powstała i rozwijała się na terenie wielokulturowego Imperium Rzymskiego, co wywarło na niej znaczące piętno. Zdaniem Grabara sztuka wczesnochrześcijańska była gałęzią sztuki antycznej. Sztuka starożytna nie umarła, by dać początek chrześcijańskiej, lecz zyskała nową inspirację; formy i techniki pozostały te same. W jego opinii ówcześni chrześcijanie chcieli manifestować religię przez nowe tematy, nie dostrzegając potrzeby zmiany stylu. Tak więc początkowo sztuka chrześcijańska nie wykształciła własnego języka artystycznego; samodzielną gałęzią stała się natomiast sztuka koptyjska. Mimo wielu cech wspólnych, nieco odmiennie przebiegał jej rozwój w oddalonych na siebie oddziałujących prowincjach cesarstwa Wschodu i Zachodu. Religia chrześcijańska dotarła do Rzymu ze Wschodu. Wraz z nią przywędrowały obrzędy związane z liturgią oraz tematy i motywy dekoracyjne zastosowane przez pierwszych artystów związanych z tą religią. Na sztukę wczesnochrześcijańską nałożyły się istniejące na danym obszarze osiągnięcia artystyczne. Twórcami byli często ci sami artyści, którzy tworzyli na zamówienie osób nie związanych z chrześcijaństwem albo wyrośli na gruncie istniejącej kultury. Dwa światy, na które coraz mocniej dzieliło się imperium cesarstwa rzymskiego, nie tylko istniały równolegle ale i wzajemnie się przenikały. Oprócz dzieł powstających w Rzymie, Mediolanie, Rawennie i Tarragonie oraz w Konstantynopolu, Antiochii Syryjskiej i Aleksandrii istniały ośrodki w Egipcie i Nubii (np. Faras). Na obraz rodzącej się sztuki wczesnochrześcijańskiej składają się osiągnięcia działających tam artystów.

## Tło historyczne
Zasięg chrześcijaństwa w 325 roku
     Zasięg chrześcijaństwa w 600 roku

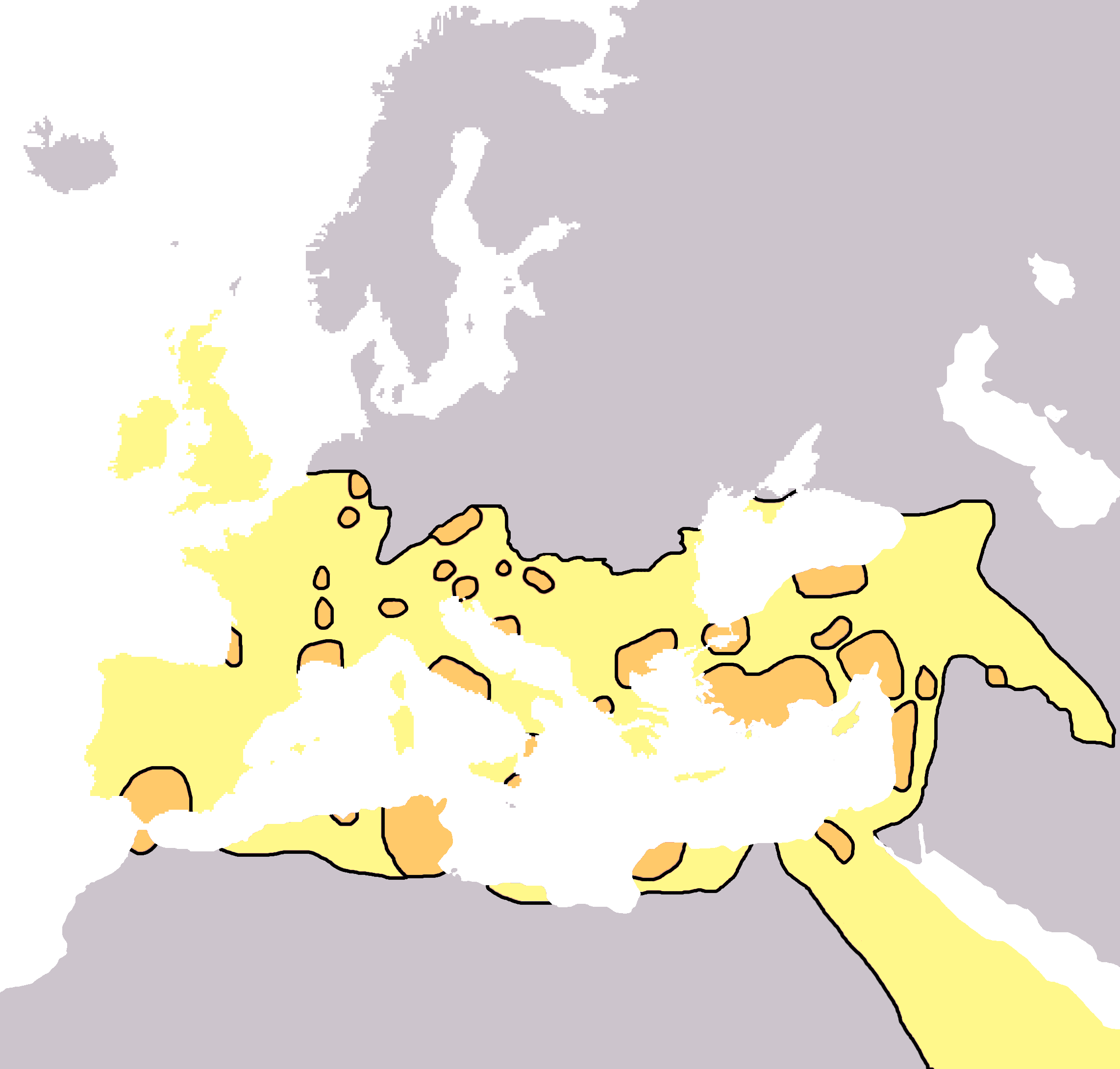
Zasięg chrześcijaństwa w 325 roku
Zasięg chrześcijaństwa w 600 roku

Chrześcijaństwo rozwijało się w I wieku w Palestynie, a w II, III i zwłaszcza IV rozprzestrzeniało się w Imperium i poza nim. Brak jest informacji o organizacji pierwszych gmin chrześcijańskim; wiadomo jedynie, iż pierwsza żydowska gmina chrześcijańska została założona w Jerozolimie. Chrześcijanie zbierali się w prywatnych domach na modlitwy, czytanie Pisma i posiłki. Już w I wieku dochodziło do pierwszych prześladowań wyznawców tej nowej religii; w II wieku były one sporadyczne. Szczególnie krwawe wybuchły w III wieku. W IV wieku, za sprawą edyktu mediolańskiego sytuacja chrześcijan znacząco się zmieniła – zyskali możliwość swobodnego wyznawania swojej religii, a z czasem (380) chrześcijaństwo stało się religią państwową.
W 395 roku Imperium podzieliło się na dwie części, których losy odtąd toczyły się odmiennie. V wiek upłynął pośród najazdów, nękających zarówno Cesarstwo Zachodnie, jak i Wschodnie. Szczególnie dotkliwe były dla Zachodu, zwłaszcza iż towarzyszył im wewnętrzny rozkład władzy, która była niestabilna, a począwszy od lat 70. V wieku sprawowały ją plemiona germańskie, zwłaszcza Ostrogoci pod wodzą Teodoryka, rezydującego w Rawennie. W tym samym okresie powstało państwo Franków, które ok. 496 przyjęło chrzest; sytuacja w Bizancjum była w miarę spokojna, nawet pomimo obcych najazdów. O ile dla Rzymu i cesarstwa zachodniego nastały czasy tzw. wieków ciemnych, o tyle w VI wieku cesarstwo wschodnie pod rządami Justyniana przeżywało rozkwit kulturowy. Należy równocześnie zauważyć, że zarówno czasy Justyniana, jak i ogólnie okres od V wieku na Wschodzie, zaliczane bywają do epoki bizantyńskiej.
Ważnymi ośrodkami w tym okresie było, obok Rzymu, kilka miast. Trewir stał się siedzibą cesarzy pod koniec III i przez dużą część IV wieku (od Maksymiana do Gracjana). W Mediolanie rezydowali cesarze w 2. połowie IV wieku – Konstancjusz II, Walentynian II, który miał tu stałą siedzibę, Gracjan, Walentynian II, nierzadko również Teodozjusz I. Konstantynopol stał się stolicą wschodniego cesarstwa, ale cesarze rezydowali w nim już wcześniej. Rawenna była w V wieku rezydencją cesarzy zachodniorzymskich, a następnie stolicą królestwa Ostrogotów. W latach 565–751 była stolicą Egzarchatu Rawenny – państwa utworzonego przez cesarza bizantyńskiego.

## Malarstwo
Malowidła katakumbowe stanowią najstarsze znane zabytki chrześcijańskie; rozwijało się ono przed 313 rokiem, jak i po nim. Przykłady mozaik sprzed edyktu tolerancyjnego są pojedyncze. Gdy chrześcijaństwo uzyskało oficjalny status i zaczęła powstawać chrześcijańska architektura, ich wnętrza zdobiono mozaikami na szeroką skalę. Natomiast zachowane przykłady malarstwa w budowlach sakralnych są pojedyncze. Pierwsze znane manuskrypty powstały w IV–VI wieku, a ikony – w VI.

### Malowidła w katakumbach i na cmentarzach

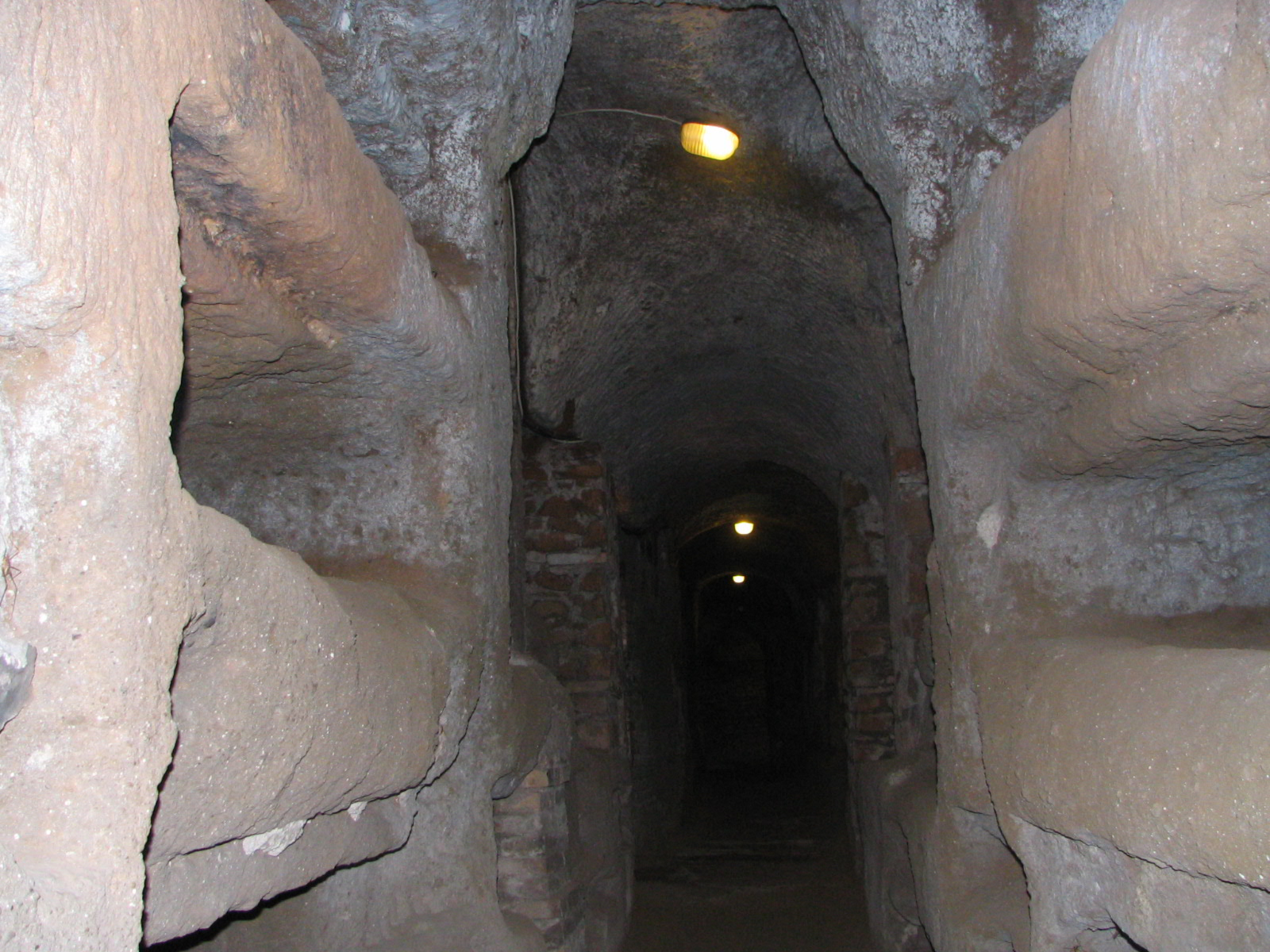
Współczesny widok katakumb Kaliksta (po bokach loculi)

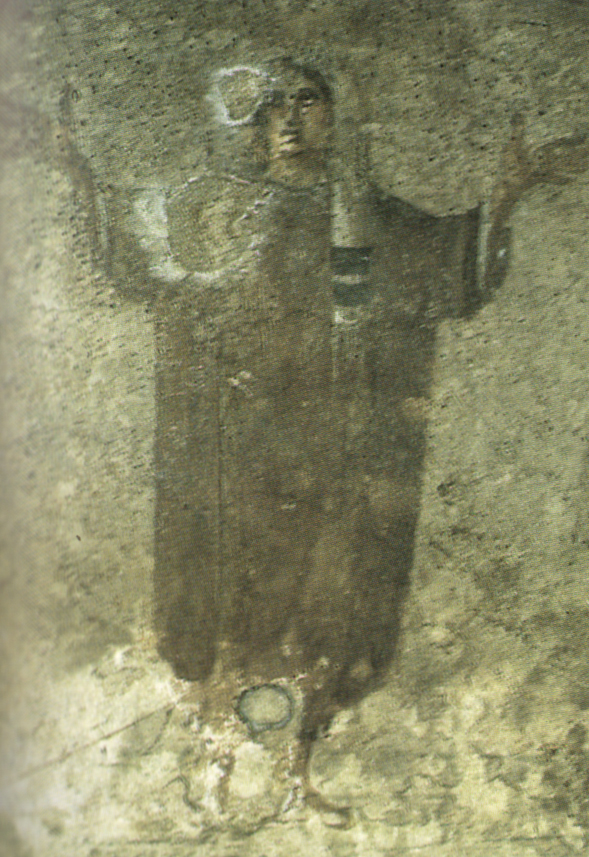
Orantka – fragment malowidła z trzykrotnym przedstawieniem kobiety z cubiculum Velatio, katakumby Pryscylli, ok. 280

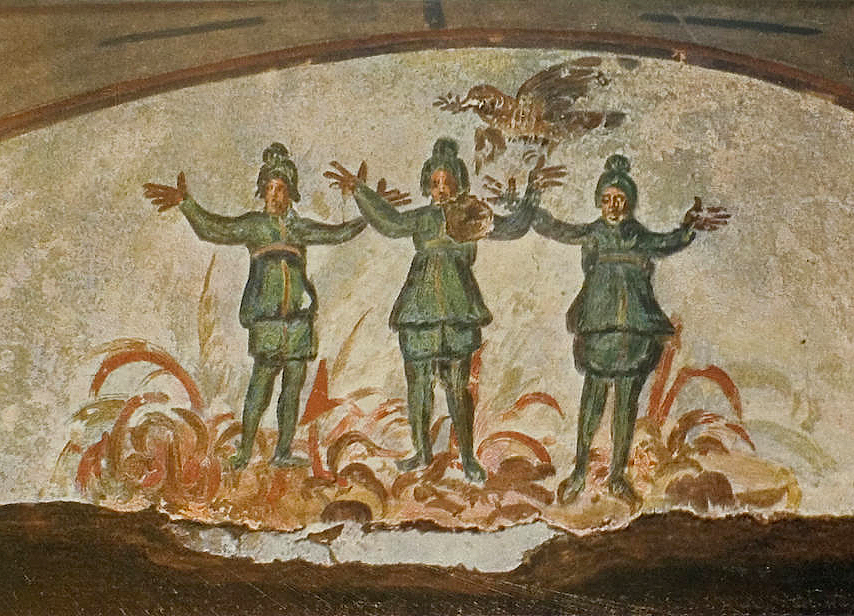
Trzej młodzieńcy w piecu ognistym z cubiculum Velatio, katakumby Pryscylli, ok. 280

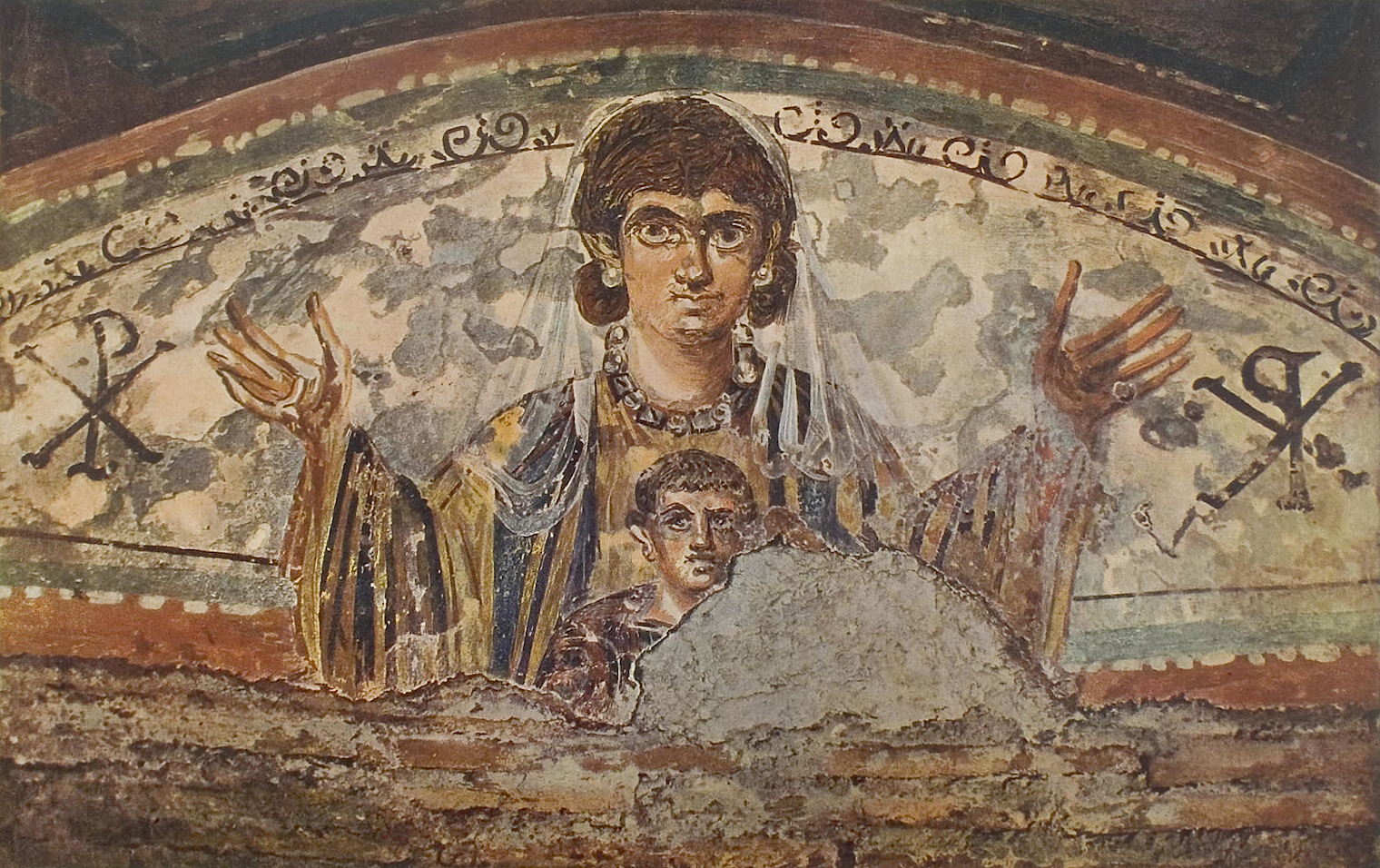
Cubiculum Madonny orans, Cmentarz Większy przy Via Nometana, 2. ćwierć IV wieku

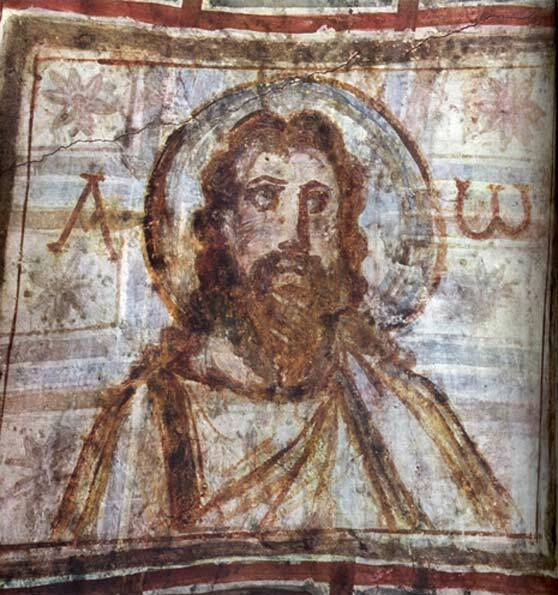
Chrystus – malowidło z sufitu cubiculum nr 4, katakumby Komodilli, koniec IV wieku

Katakumby dostarczają najwcześniejszych znanych zabytków sztuki chrześcijańskiej. Choć chrześcijaństwo nie było religią uznawaną przez państwo, to działki cmentarne były prywatne i właściciele decydowali o ich urządzeniu i dekoracji. Co więcej cmentarze według prawa zwyczajowego były „święte i nietykalne” i pozostawiano swobodę w wyborze sposobu chowania zmarłych. W efekcie katakumby, głównie rzymskie, dostarczają licznych przykładów malowideł z elementami ikonografii chrześcijańskiej. Najstarsze z nich pojawiły się na przełomie II i III wieku w grobowcach, pierwotnie budowanych jako pogańskie (np. hypogea Flawiuszy i Ampliatusa, włączone później w katakumby Domitilli w Rzymie). Niektóre z rzymskich katakumb to: katakumby Kaliksta, Domitilli (Domitylli), Priscilli (Pryscylli), Piotra i Marcelina i katakumby przy Via Latina. Powstawały one poza granicami miasta, zgodnie z zakazem wykonywania pochówków w obrębie pomerium. Oprócz Rzymu, katakumby były szeroko rozpowszechnione w dużej części basenu Morza Śródziemnego.
Rozwój katakumb umożliwiła budowa terenu, na którym znajduje się Rzym. Miasto to leży na warstwach tufu wulkanicznego, dobrze nadającego się do drążenia. Jest on łatwy do cięcia i twardniejący pod wpływem powietrza. Katakumby zaczynały się od naziemnej działki, będącej własnością chrześcijan, na której sytuowano wejście. Schody prowadziły w dół do sieci korytarzy, odchodzących od jednej lub dwóch głównych galerii. W ścianach korytarzy umieszczano miejsca grobowe, tzw. loculi (poj. loculus), jedne nad drugimi. Z korytarzy można było wejść do pomieszczeń grobowych (tzw. cubiculum), z których tylko część była zdobiona malarsko (mogli sobie na to pozwolić tylko najbogatsi).
Najliczniejsze przykłady malarstwa katakumbowego pochodzą z Rzymu, ale znane są także przykłady z innych miejsc, m.in. Syrakuz i Neapolu. Malowidła katakumbowe bazowały na ówczesnym malarstwie rzymskim o charakterze pogańskim i w zasadzie różniły się tylko tematyką. W najwcześniejszym okresie zdobiono je w tzw. stylu linearnym: ściany i sklepienia malowano na jasny kolor i dzielono siatką linii, wewnątrz których umieszczano pojedyncze przedstawienia. Najstarszych przykładów takich malowideł dostarczają: cubiculum Dobrego Pasterza w katakumbach Domitilli (pierwsze dziesięciolecie III wieku), krypty Lucyny w katakumbach Kaliksta (20. III w.), kaplice Sakramentów w katakumbach Kaliksta (ok. połowy III w.).
Stosunek hierarchii kościelnej do przedstawień figuralnych na przełomie II i III wieku (czyli wówczas, gdy zaczęły powstawać pierwsze tego typu wizerunki) pozostaje niejasny. Sprzeciw wyrażali Tertulian i Orygenes oraz syryjskie Didaskalia Apostolskie (poł. III). Na sprzeciw mogło wpływać stanowisko judaizmu (ale równocześnie w synagodze w Dura Europos pojawiają się przedstawienia figuralne). Natomiast z początku III wieku pochodzi pierwsza znana wypowiedź pozytywna, autorstwa Klemensa Aleksandryjskiego.
Ogólna wymowa malowideł katakumbowych jest zazwyczaj dość podobna: ratunek, uwolnienie od grzechów i obietnica zbawienia. Tematyka przedstawień jest połączeniem motywów typowo chrześcijańskich z pogańskimi (mitologicznymi). Pierwsi chrześcijanie byli obywatelami rzymskimi przyzwyczajonymi do wyrażania swoich myśli i uczuć w sposób zgodny z wielowiekową tradycją, w której się wychowali. Cała sztuka wczesnego okresu chrześcijaństwa jest próbą pogodzenia tradycyjnego wyrażania z nową, zupełnie różną od antycznej, wiarą. A więc nowe treści religijne ubierano w starą tradycyjną formę. W konsekwencji dawne motywy i tematy nabierały nowego, ukrytego znaczenia. Odnosi się to zarówno do malarstwa, jak i rzeźby. Spośród scen biblijnych popularne były m.in. historia Noego, Jonasza, ofiara Abrahama, Daniel wśród lwów, Mojżesz uderzający w skałę, z której wytryska woda, chrzest i cuda Jezusa. Sąsiadowały z nimi elementy zaczerpnięte z mitologii antycznej, np. Orfeusz grający na lirze albo Jonasz, przedstawiany w pozie śpiącego Endymiona oraz elementy bukoliczne: amorki, pory roku, zwierzęta, kwiaty, pasterze, pejzaże. Tematy bukoliczne symbolizowały dla chrześcijan, podobnie jak dla ich pogańskiego otoczenia, ideał pełni życia z pobożnym oddaniem się Bogu (pietas) w szczęściu i pokoju (securitas). W malarstwie III wieku szczególną rolę odgrywał symbol (np. orant – pobożność; paw – nieśmiertelność; pasterz niosący owieczkę, ryba – Chrystus; okręt – wędrówka ziemska do nieba, światło świecy, kaganka, pochodni – „oświecenia wiarą”, „Chrystus światłość światła”; krzyż – męka, narzędzie zbawienia ludzi), rozumiany także jako zapowiedź wydarzeń nowotestamentowych przez starotestamentowe (np. Jonasz ocalony z paszczy wieloryba będący „figurą” zmartwychwstania Chrystusa). Większość z tych znaków nie była wynalazkami chrześcijan, ale została zaczerpnięta m.in. z tradycji rzymskiej (np. pory roku jako wyobrażenie przemijalności życia).
Pod koniec III wieku, ok. roku 280, w malarstwie katakumbowym nastąpiły zmiany. Pojawiły się pierwsze sceny z życia, oranci otrzymywali rysy osób zmarłych, rozszerzono też repertuar przedstawień biblijnych. Z tego okresu pochodzi cubiculum Pięciu Świętych w katakumbach Kaliksta oraz cubiculum Velatio w katakumbach Pryscylli. Z tego drugiego pochodzi znane malowidło, trzykrotnie ukazujące tę samą kobietę: w centrum jako orantkę, z lewej między dwoma mężczyznami a z prawej z dzieckiem.
W IV wieku, obok stylu linearnego, operującego liniami tworzącymi figury geometryczne, na ścianach pojawiły się podziały architektoniczne. U dołu ściany malowano cokół, a wyżej fryz z dekoracją figuralną. Przykładem jest Capella Greca w katakumbach Pryscylli (wątpliwe datowanie). Wówczas też przedstawiano nowe tematy, rozpoczęto próby perspektywicznego przedstawienia scen oraz tworzono pierwsze cykle scen. W pierwszej połowie IV wieku szczególnie rozwinęły się dekoracje w katakumbach Piotra i Marcelina oraz w katakumbie zwanej Cmentarzem Większym przy Via Nometana. W pomieszczeniu nr 22 zachowało się szeroko dyskutowane przez badaczy przedstawienie kobiety, nazywane Madonną orans. Na piersiach tej orantki widać głowę chłopca, który zapewne siedzi na jej kolanach; niektóre hipotezy widzą w niej Madonnę.
Pochówki w katakumbach i ich dekorowanie były kontynuowane w czasach konstantyńskich i późniejszych, aż do początku V wieku. Styl i tematyka malowideł pozostały ogólnie rzecz biorąc te same, przy czym w ciągu IV wieku tendencja do naśladowania podziałów architektonicznych w malarstwie narastała. Z okresu pokonstantyńskiego pochodzą m.in. malowidła z katakumb Jordanów (najgłębsze katakumby Rzymu) i Komodilli.
Już w II wieku pojawił się kult męczenników, koncentrując się przy ich grobach. Za czasów papieża Damazego w katakumbach prowadzono prace, polegające na powiększeniu i wyróżnieniu pomieszczeń grobowych ze szczątkami męczenników. W efekcie do grobów zaczęły przybywać rzesze wiernych i pojawił się zwyczaj chowania zmarłych ad sanctos – przy grobach męczenników. Cmentarze były miejscem pielgrzymek aż do VIII wieku, gdy relikwie męczenników przeniesiono do kościołów.
Obok cmentarzy podziemnych, chrześcijan chowano także na cmentarzach naziemnych. Znane dekoracje z takich cmentarzy pochodzą z okresu od IV wieku, z Półwyspu Bałkańskiego, wschodnich regionów naddunajskich i Egiptu.

### Mozaiki

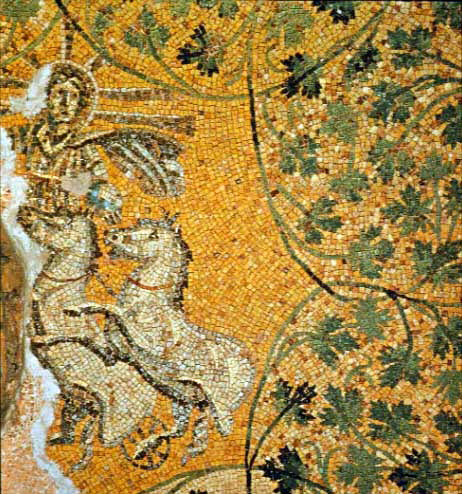
Mozaika z Heliosem (Chrystusem?), grobowiec Juliuszów

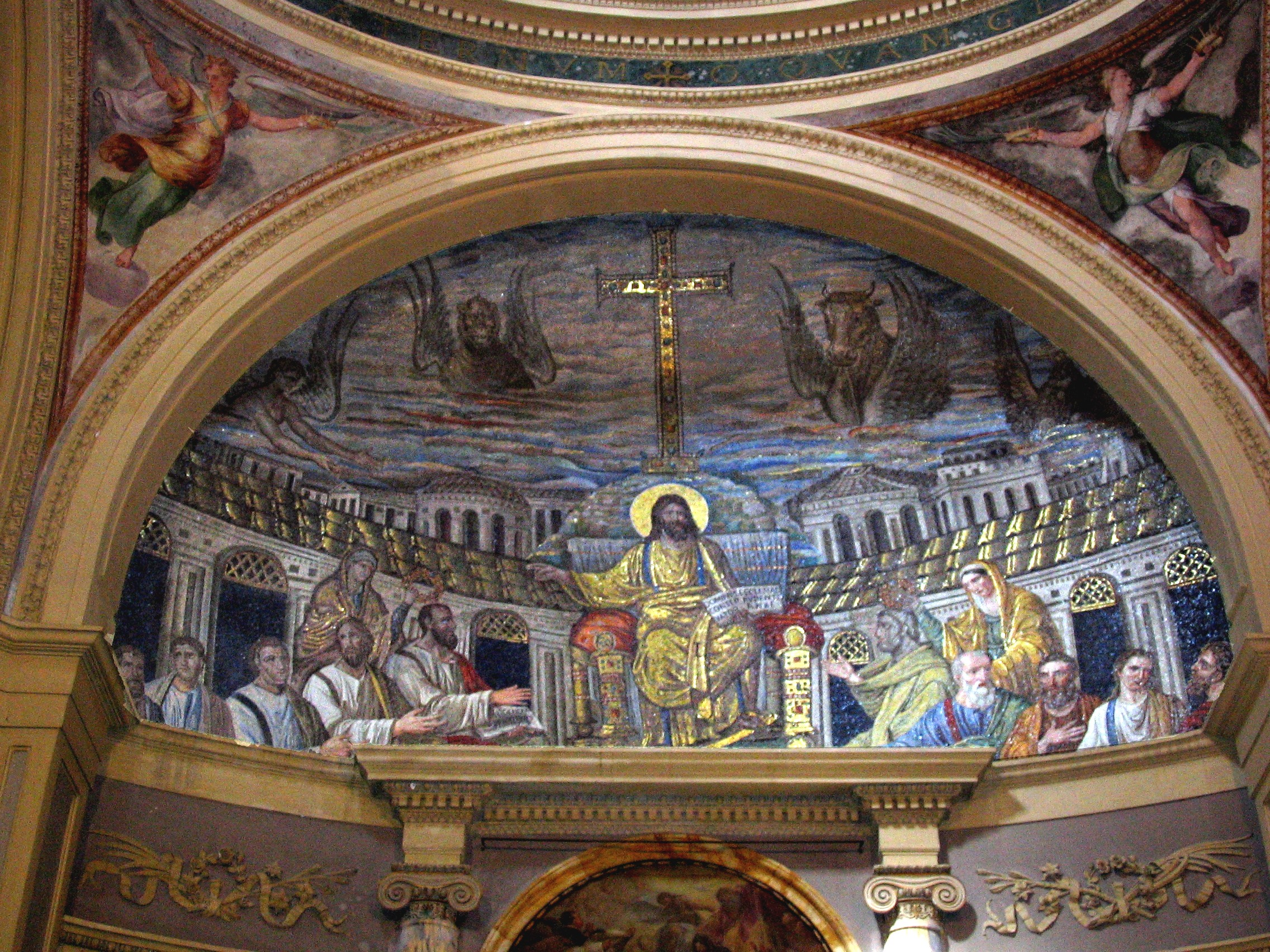
Mozaika z absydy Santa Pudenziana

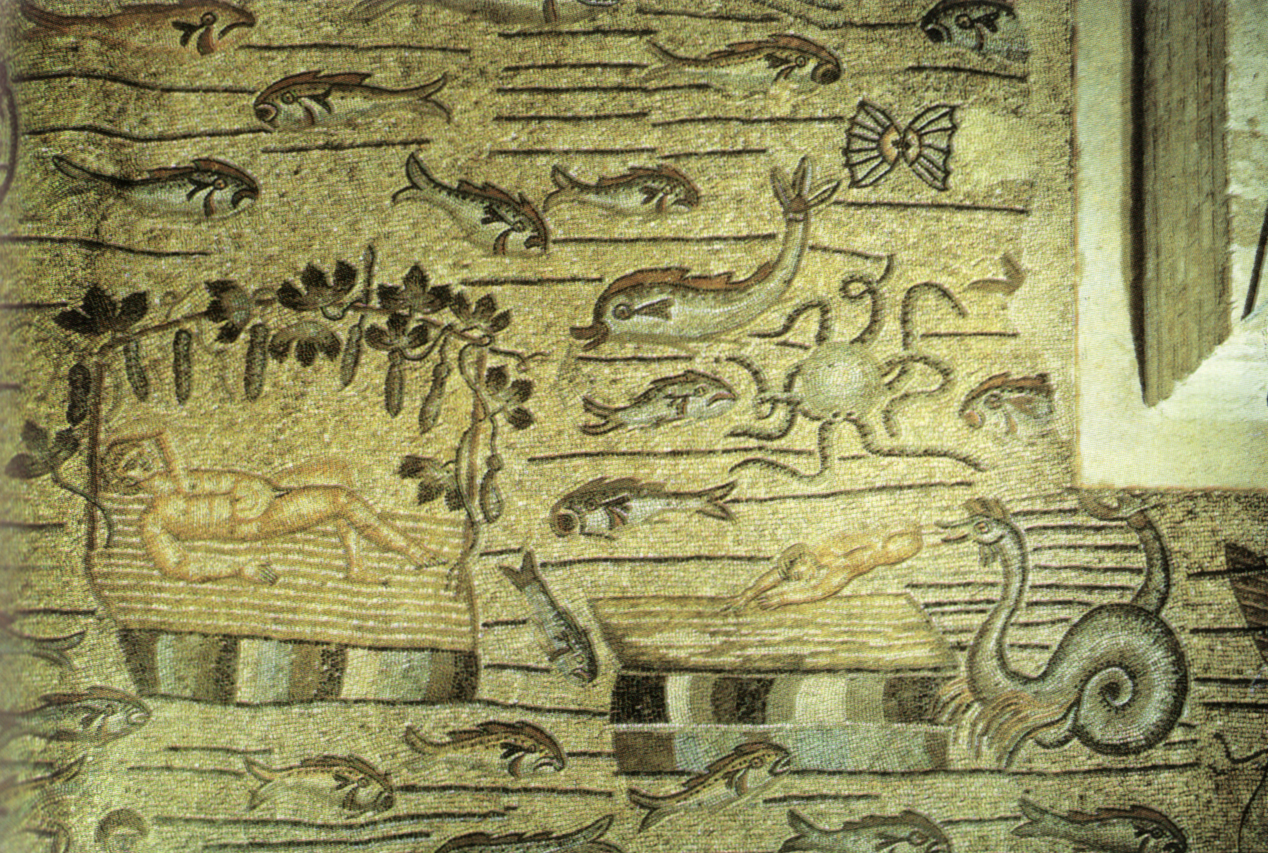
Fragment mozaiki z Akwilei z historią Jonasza

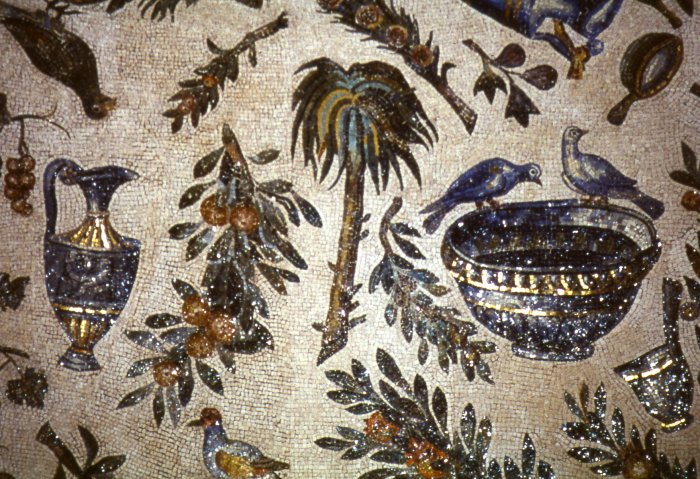
Fragment mozaiki z gałęziami, ptakami i wazami z Santa Costanza

Pierwsze znane chrześcijańskie mozaiki ścienne pochodzą z grobowca Juliuszów na nekropolii watykańskiej (połowa III wieku). Na sklepieniu między pędami winorośli przedstawiona została wywołująca żywą dyskusję w literaturze postać z kwadrygą, interpretowana jako Chrystus-Sol Invictus lub Helios. Na ścianach zachowały się także fragmenty innych mozaik – z Jonaszem, Pasterzem i rybakiem. W katakumbach mozaiki stosowano sporadycznie i najwcześniejsze znane przykłady pochodzą z IV wieku.
Po 313 roku, wraz z pojawieniem się architektury chrześcijańskiej, mozaiki zaczęły zdobić wnętrza budowli kościelnych. Szczególną role odgrywała dekoracja absydy, która jako zwieńczająca miejsce sprawowania kultu i najlepiej widoczna dla wchodzącego, odgrywa zasadniczą rolę w przekazywaniu za pośrednictwem ikonografii treści teologicznych i nauk religijnych. Od początku dekoracje absyd mają własny program ikonograficzny, bardzo istotny dla zrozumienia powstania sakralnej sztuki chrześcijańskiej. W mozaikach absydialnych wykorzystywano wizerunki Chrystusa, oparte na wcześniejszych wzorach przedstawień cesarzy. I tak Chrystusa ukazywano pośród kolegium apostołów, w typie Maiestas Domini albo w scenie Traditio Legis. Wyobrażało to jedność Kościoła ziemskiego i niebiańskiego oraz podkreślało fakt sukcesji apostołów przez Kościół. Jedną z najwcześniejszych mozaik z absydy była mozaika z bazyliki św. Piotra na Watykanie, do dziś niezachowana, której rekonstrukcja jest kwestią sporną. Przedstawiała Chrystusa na tronie, między Piotrem i Pawłem oraz dwanaście owieczek, adorujących Baranka Bożego. Starsza o około pół wieku jest pierwsza z zachowanych mozaik absydialnych, pochodząca z bazyliki św. Pudencjany w Rzymie. W jej dolnej części przedstawiono Chrystusa i apostołów, w górnej niebiańską Jerozolimę, krzyż i cztery Istoty Apokaliptyczne.
Najwcześniejszym i najlepiej zachowanym zespołem, zdobiącym wnętrze kościelne, są mozaiki podłogowe z lat 20. IV wieku z dwusalowego kościoła biskupiego w Akwilei (tzw. ecclesia geminata). Zawierają motywy ornamentalne, zwierzęce, sceny z połowem ryb i historią Jonasza. Inne mozaiki zachowały się we wnętrzach kościołów w Poreču (80. IV w.), Vicenzy, Skhira (60. IV w.). Liczne mozaiki podłogowe przetrwały w kościołach północnoafrykańskich – m.in. w Orleansville i Dżemili. Z 1 połowy IV wieku pochodzą dobrze zachowane mozaiki w bazylice Santa Maria Maggiore, zdobiące ściany nawy głównej oraz łuk triumfalny; mozaika z absydy jest późniejsza.
Z połowy IV w. pochodzi częściowo zachowana mozaika z mauzoleum (być może Konstansa) w Centcelles w Hiszpanii. Mozaika, zdobiąca wnętrze kopuły, zawierała dekoracje ornamentalne, sceny z polowaniami, sceny biblijne, pory roku. Lepiej zachował się zespół mozaik w grobowcu Konstancji (Santa Costanza) w Rzymie z 1. połowy IV wieku, ale także nie w całości. Budowla ta składa się z wewnętrznej nawy na planie koła, nakrytej kopułą i zewnętrznego obejścia, krytego sklepieniem beczkowym. Mozaiki zdobiły pierwotnie kopułę oraz sklepienie obejścia, przetrwały jednak tylko te drugie. Mają charakter bardzo dekoracyjny. W polach na jasnym tle umieszczone są motywy geometryczne, sceny z winobraniem, medaliony z amorkami i głowami, motywy gałęzi, ptaków i przedmiotów. Dwie mozaiki zachowały się także w konchach bocznych nisz. W jednej ukazany jest Chrystus z Piotrem i Pawłem w scenie Traditio Legis, w drugiej Chrystus i Piotr (zapewne Traditio Clavis). Dekoracja kopuły znana jest z rysunków i akwareli Pompeo Ugonio (XVI w.), Franscesco d'Ollanda (XVI w.), Anonima z Eskurialu i Antonia San Gallo Starszego.
Na koniec IV wieku datowane są mozaiki z mauzoleum San Aquilino w Mediolanie, przylegającego do kościoła św. Wawrzyńca. W konsze absydy zachowała się mozaika z młodzieńczym Chrystusem między apostołami. Ze źródeł wiadomo, że mozaikami dekorowane było mauzoleum Heleny, matki Konstantyna, tzw. Tor Pignattara.
Odrębną grupę mozaik stanowiły podłogowe mozaiki cmentarne, tzw. mozaiki grobowe, będące rodzajem epitafium. Wśród chrześcijan rozpowszechniały się od końca IV wieku, początkowo w północnej Afryce, później także w Italii, Hiszpanii i Syrii. Zazwyczaj miały kształt prostokąta o długości ok. 2 m i szerokości 0,5–0,8 m. Pole takich mozaik obwiedzione było bordiurą, wewnątrz której znajdowała się inskrypcja oraz przedstawienia symboliczne lub dekoracyjne. Zabytki takie zachowały się w m.in. w miastach Satif w Algierii i Susa w Tunezji. Mozaikami zdobiono również mensae – płyty kładzione na grobach lub obok nich, przeznaczone na uczty nagrobne oraz kamienne sarkofagi.

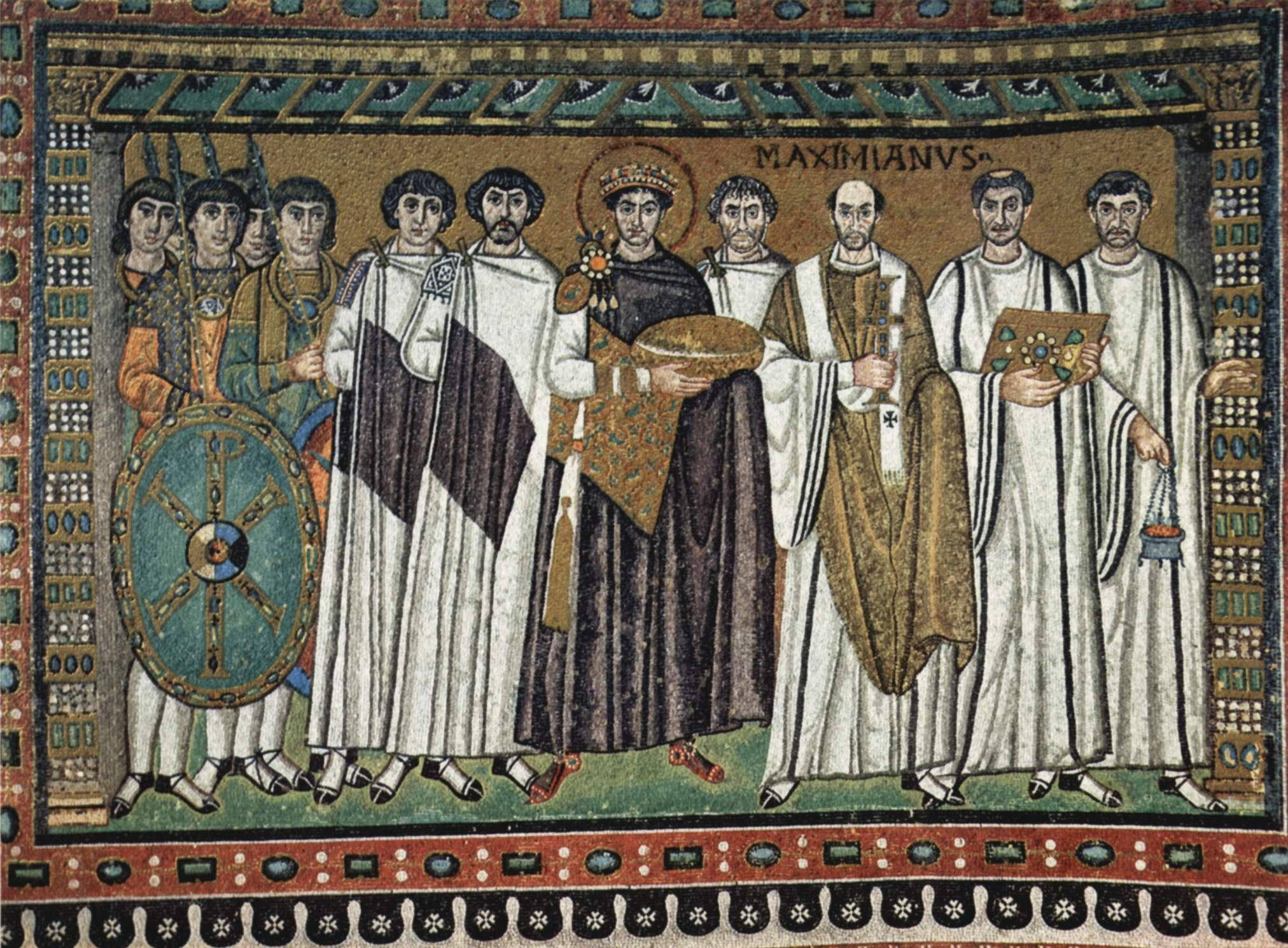
Cesarz Justynian w otoczeniu dworu. Mozaika z San Vitale

Najwięcej mozaik ściennych i sklepiennych z V i początku VI wieku zachowało się w Italii. Przykładem jest zespół, zdobiący mauzoleum Galli Placydii w Rawennie z połowy V wieku oraz mozaika z kopuły baptysterium Ortodoksów, także w Rawennie z ok. 458 roku. Po zajęciu miasta przez Ostrogotów mozaikami ozdobiono baptysterium Arian (początek VI wieku) oraz boczne ściany bazyliki Sant’Apollinare Nuovo, później częściowo zmienione. Szczególny rozkwit mozaikarstwa przypada na rządy Justyniana. Mozaikami ozdobiono kolejne budowle raweńskie. W San Vitale (40. VI) zachował się cały zespół, stanowiący tak treściowo, jak stylistycznie klasyczne apogeum rozwoju tej dziedziny sztuki. Na sklepieniu absydy przedstawiono Chrystusa siedzącego na globie, towarzyszących mu archaniołów oraz świętego Witalisa-patrona kościoła (z lewej) i biskupa Eklezjusza (z prawej). Na ścianach absydy, w prostokątnych polach, znalazły się przedstawienia idących w procesji cesarza i jego małżonki, Teodory, a na ścianach prezbiterium – sceny biblijne. Z połowy VI wieku pochodzą mozaiki z kościoła Sant’Apollinare in Classe, gdzie w absydzie umieszczono wielowarstwową kompozycję, składającą się z wizerunku patrona kościoła, 12 owieczek uosabiających apostołów, krzyża na rozgwieżdżonym niebie i ręki Boga, wychylającej się spomiędzy chmur. Także na zlecenie Justyniana mozaikami udekorowano bazylikę klasztoru św. Katarzyny na Synaju.

### Manuskrypty, obrazy

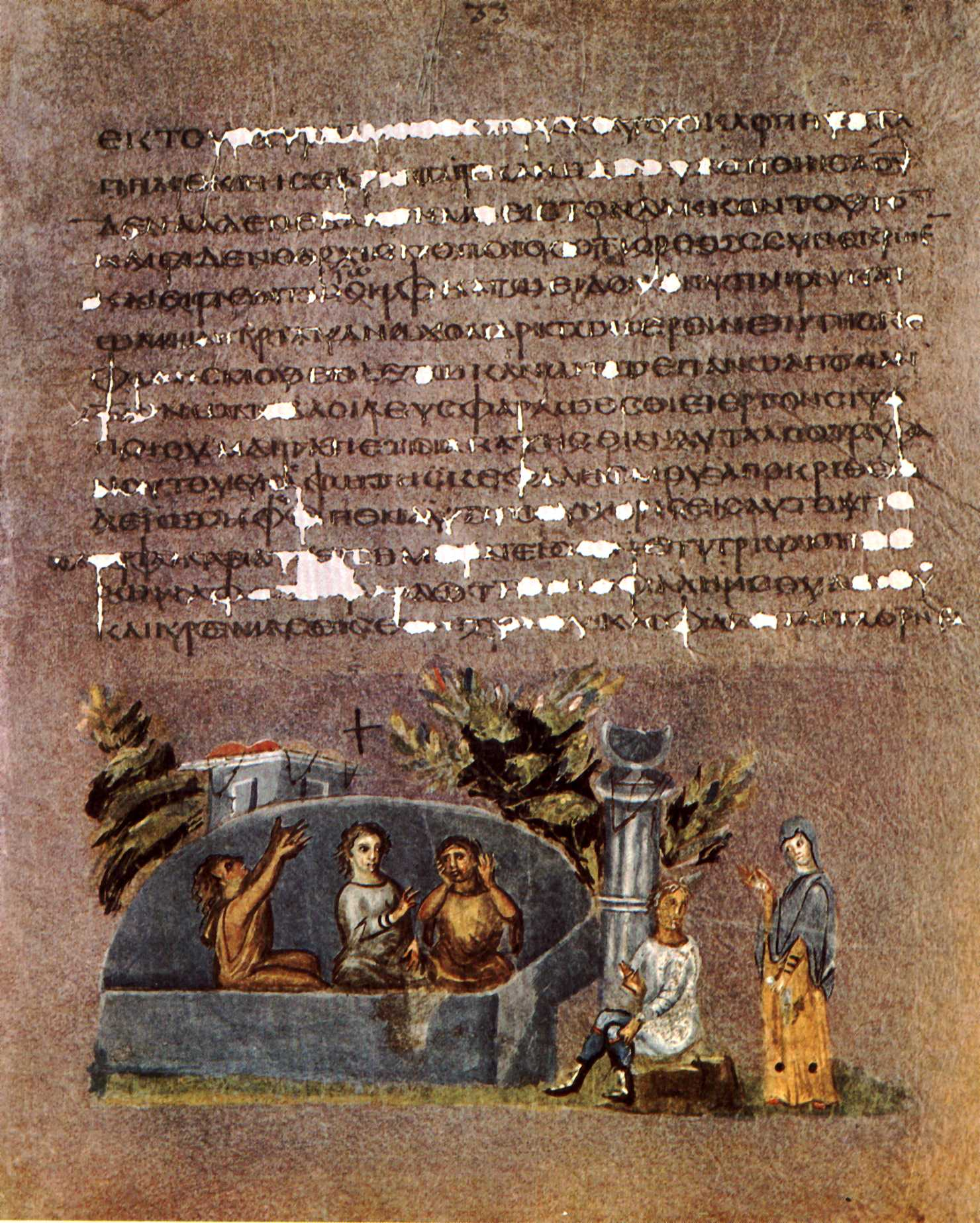
Karta z Wiedeńskiej Genesis ze sceną uwięzienia Józefa

Najstarsze zachowane w miarę kompletne manuskrypty pochodzą z końca IV wieku. Ich iluminacja nawiązuje stylistycznie do malarstwa katakumbowego oraz rozwiązań spotykanych mozaikach zachowanych w rzymskiej bazylice Santa Maria Maggiore.

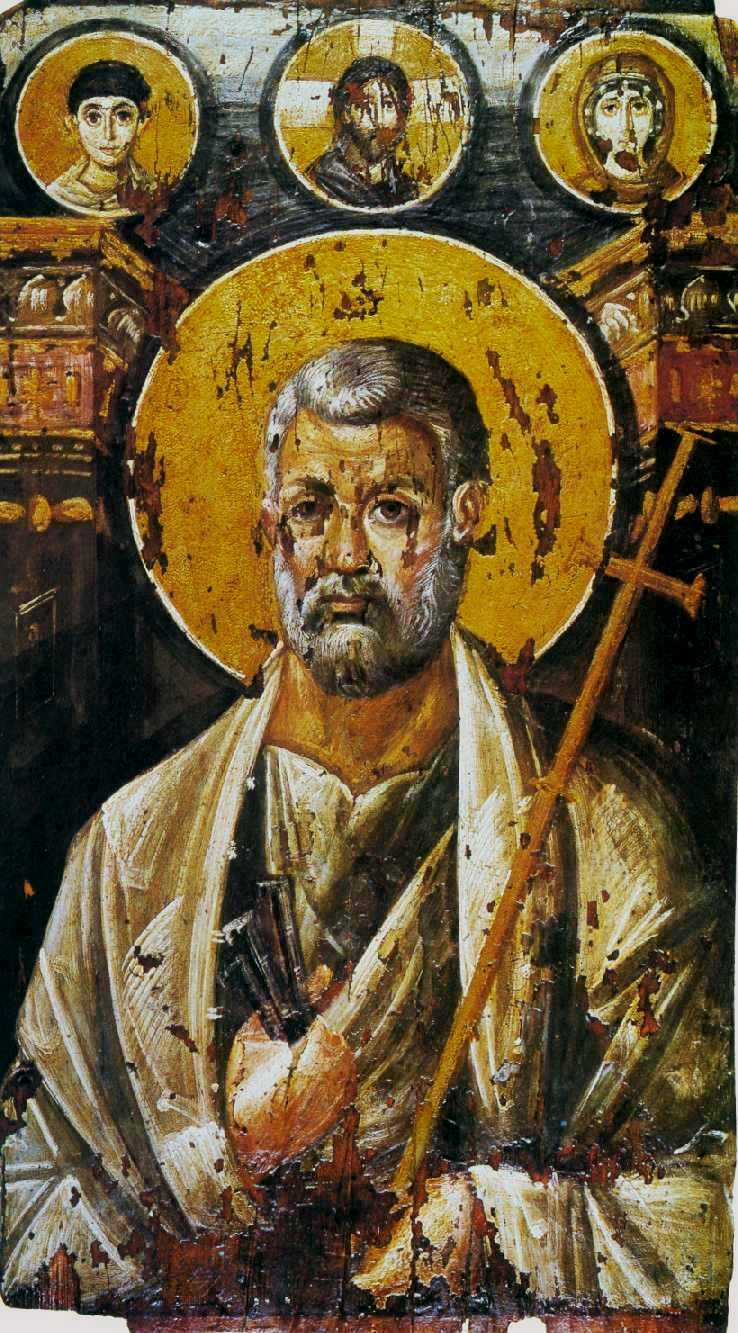
Ikona ze św. Piotrem z klasztoru św. Katarzyny na Synaju, VI wiek

Najstarsze odnalezione manuskrypty ze wschodniej części cesarstwa najprawdopodobniej powstały w Antiochii lub w Konstantynopolu. Najbardziej znana jest Wiedeńska Genesis, przechowywana w Bibliotece Narodowej w Wiedniu. Jej powstanie datowane jest na VI wiek, choć trwają spory czy powstała na początku, czy w drugiej połowie tego stulecia. Iluminacja przedstawia następujące po sobie sceny bez ich rozdzielenia. Taka kontynuacja jest typowa dla sztuki rzymskiej ale roślinność i zwierzęta (np. wielbłądy) występujące na ilustracji są typowe dla okolic położonych we wschodniej części imperium. Biblijny tekst manuskryptu zapisany został w języku greckim. Podobnie wyglądają dwa inne znane manuskrypty: Ewangeliarz z Sinope i Ewangeliarz z Rossano. Odkryto także pochodzące z końca VI wieku manuskrypty zapisane w języku syryjskim. Ich ilustracje wykonane są w podobnej stylistyce. W Bibliotece Laurenziana we Florencji znajduje się tzw. Kodeks Rabuli. Jest to najstarszy, zachowany w całości ewangeliarz. Został skopiowany przez syryjskich artystów w klasztorze św. Jana w Zagha (Mezopotamia). Ukończono go w 586 r. W scenie Ukrzyżowania ukazano Chrystusa w monarszym stroju – długiej purpurowej tunice ze złotymi pasami. Ubiór i otwarcie oczu symbolizują triumf życia nad śmiercią. Ilustracja Wniebowstąpienia ukazuje Jezusa w owalnej mandorli unoszonej przez aniołów. Są to motywy, które weszły do ikonografii chrześcijańskiej i często pojawiały się w sztuce romańskiej na zachodzie Europy.
Znane są zapiski z IV wieku mówiące o istnieniu w tym czasie obrazów tablicowych. Najprawdopodobniej nie przetrwały do naszych czasów. Odkryto ikony datowane na VI–VIII wiek. Wykonane były techniką enkaustyki, sposób malowania i technika ich wykonania jest wspólna z portretami fajumskimi. Są to najstarsze znane ikony. Przedstawiają wizerunki Jezusa Chrystusa, Marii, apostołów i archanioła Michała.

## Rzeźba i rzemiosło

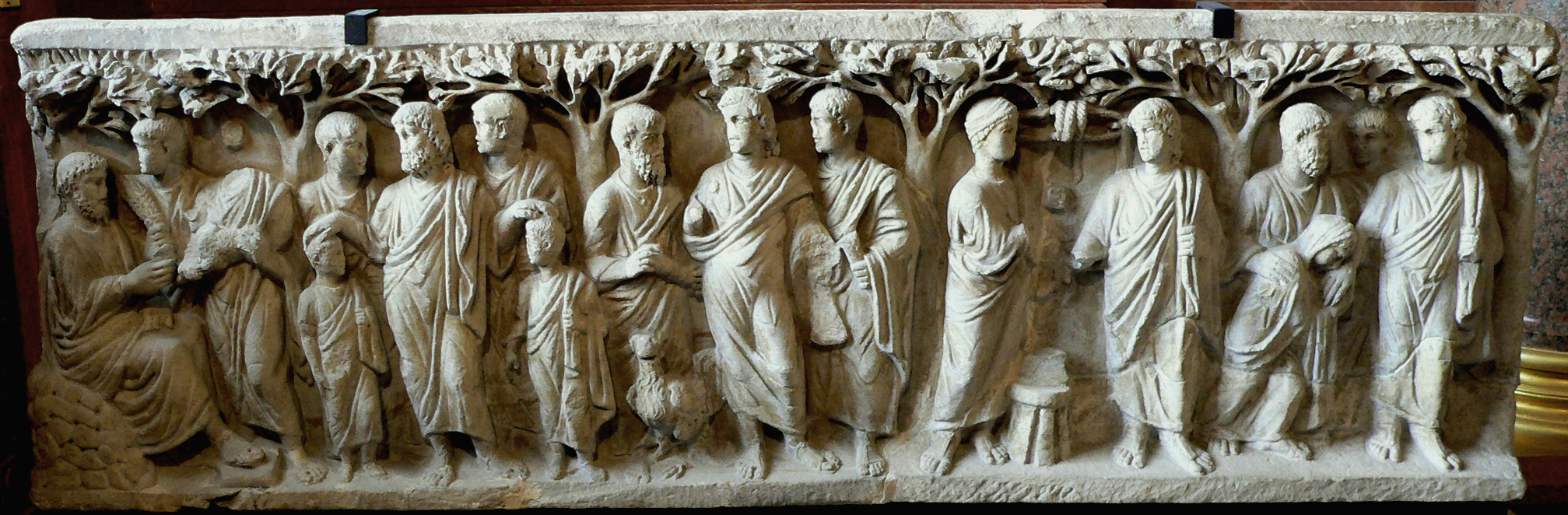
Sarkofag z motywem drzew, IV wiek

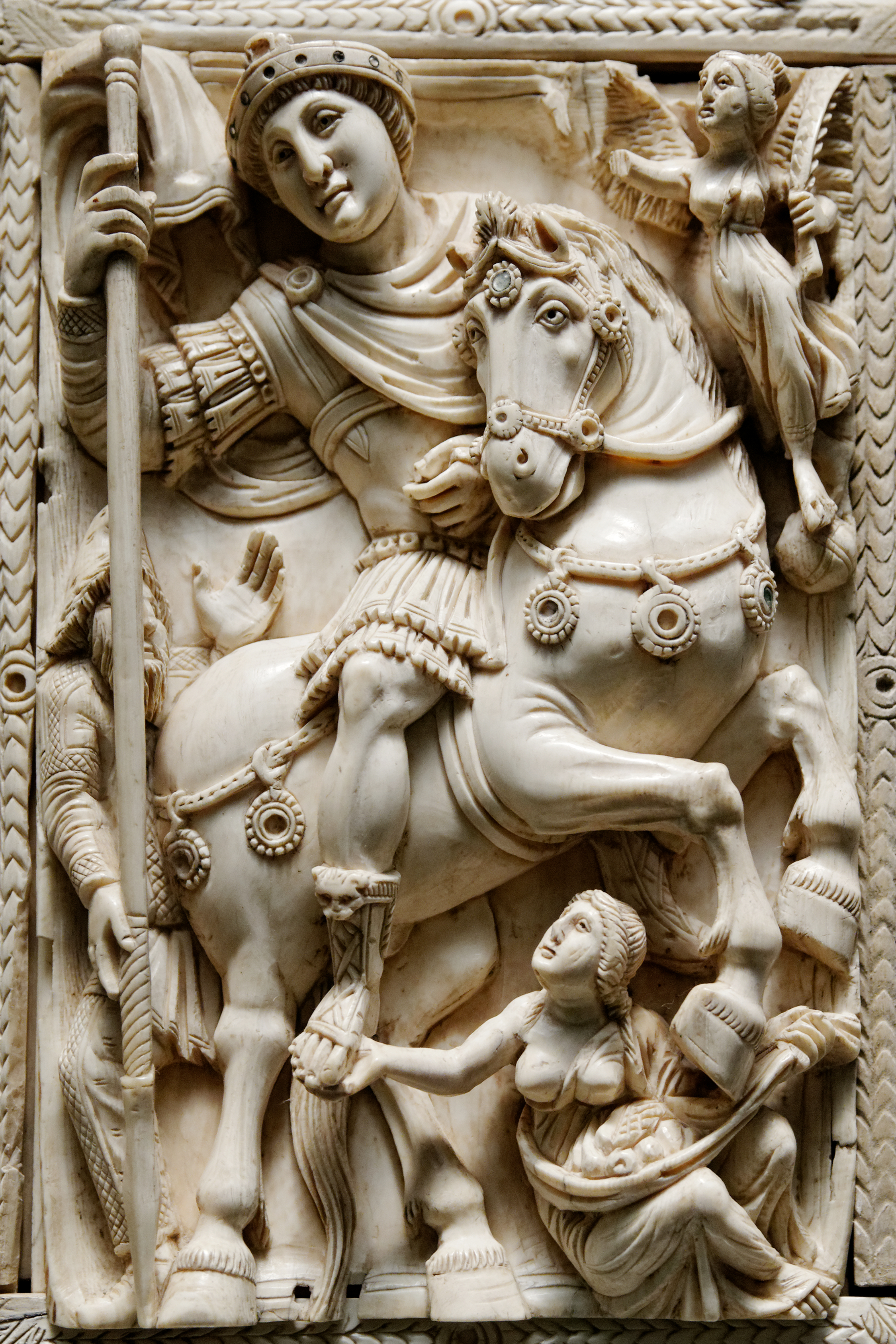
Dyptyk Barberini z wizerunkiem Justyniana (?), VI wiek

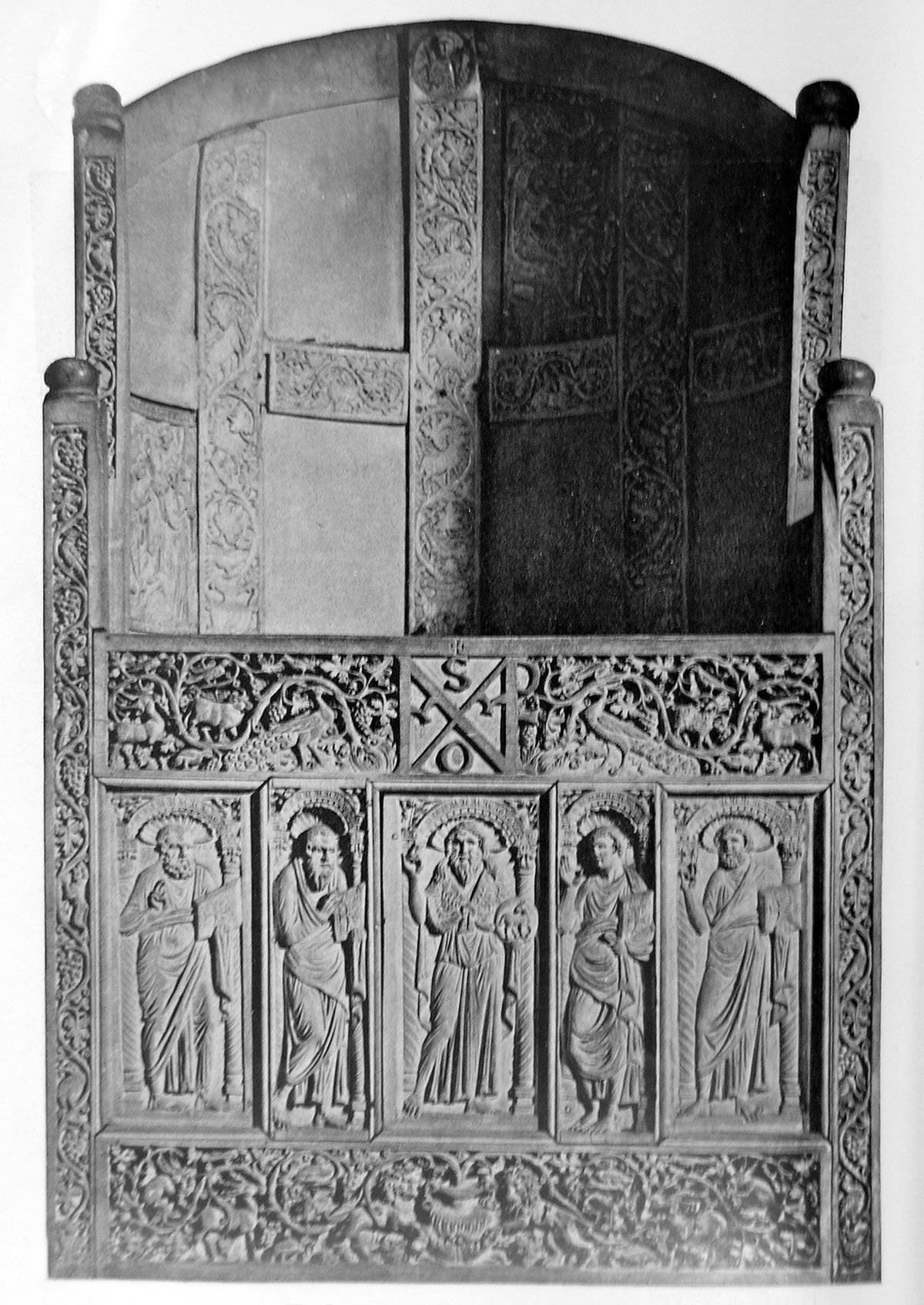
Tron biskupa Maksymiana

Rzeźba reprezentowana jest głównie, zwłaszcza przed 313 rokiem, przez reliefy zdobiące sarkofagi. Sarkofagi chrześcijańskie powstawały od III wieku i formalnie są one jeszcze bardziej niż malarstwo włączone w nurt sztuki rzymskiej. Powtarzają zarówno ich kształty, jak i technikę czy rozmieszczenie dekoracji. Różnią się scenami biblijnymi, wprowadzanymi do płaskorzeźb.
Sarkofagom nadawano dwa zasadnicze kształty: skrzyni zdobionej z czterech stron i nakrytej dwuspadowym dachem oraz skrzyni dostawianej do ściany, o płaskim wieku i z dekoracją głównie na ściance frontowej. Według określonych schematów komponowano również dekorację rzeźbiarską. Wytwarzane były przede wszystkim w Rzymie, Galii (Marsylii, Nîmes, Narbonne), Rawennie i Azji Mniejszej.
Najstarszym zabytkiem o jednoznacznie chrześcijańskim charakterze jest sarkofag z Santa Maria Antiqua w Rzymie (ok. 240) z postacią mężczyzny czytającego ze zwoju (filozofa), orantką, Jonaszem, chrztem w Jordanie, Neptunem i rybakami. Dekoracja tego sarkofagu stanowi zatem połączenie motywów chrześcijańskich (chrzest, Jonasz) z bukolicznymi (pasterz, rybak, kozy, drzewa), mitologicznymi i symbolami życia duchowego (orantka). Występują na nim motywy wielokrotnie powtarzane na innych sarkofagach: filozof uosabiający mądrość, pod którego postacią ukazywano zmarłego oraz chrzest. Z III wieku pochodzą również: sarkofag Baebii Hertofilii, sarkofag z Jonaszem, sarkofag z via Lungara.
W IV wieku, wraz z uzyskiwaniem przez chrześcijan większych praw, zaczęły powstawać sarkofagi o tematyce wyłącznie biblijnej. W drugim i trzecim dziesięcioleciu dominowały sarkofagi z dekoracją tworzącą jeden fryz oraz z podziałem na pola: figuralne i strygilowane; w trzecim dziesięcioleciu występowały także sarkofagi dwufryzowe (np. sarkofag Dwóch Braci, 330–360), a od połowy wieku sarkofagi kolumienkowe. W sarkofagach kolumienkowych pojawiło się dzielenie całego przedstawienia na poszczególne sceny, oddzielone od siebie kolumnami bądź drzewami. Sarkofag Juniusa Bassusa jest jednym z najwcześniejszych i najpiękniejszych sarkofagów kolumienkowych. Datowany na 359 rok, dekorowany jest dwoma pasami reliefów, po pięć scen w każdym. Dominuje tematyka związana z męką Chrystusa oraz Piotrem i Pawłem.
Wiele wyrobów (sarkofagów, manuskryptów i drobniejszych dzieł rzemieślniczych) odnalezionych na terenie Zachodniej Europy trudno dzisiaj sklasyfikować. Trwają spory dotyczące nie tylko dokładnego ich datowania, ale również miejsca ich powstania. Są wśród nich m.in. skrzydła dyptyków, maleńkich prywatnych ołtarzyków wykonanych w kości słoniowej. Wiadomo, że były produkowane zarówno na Zachodzie, w Rzymie, Mediolanie, Rawennie oraz na Wschodzie: w Konstantynopolu, Antiochii i Aleksandrii. Dekorowane były scenami ze Starego Testamentu, z życia Jezusa i podobiznami apostołów.
Oprócz sarkofagów zachowały się do dziś pojedyncze drobne figurki oraz ok. 30 wolnostojących posągów Dobrego Pasterza. Rzeźbiono również w drewnie, czego przykładami są drzwi z S. Ambrogio w Mediolanie (ok. 380) oraz S. Sabina (ok. 430) i w kości słoniowej (zwłaszcza tzw. dyptyki konsularne i cesarskie; jednym z najsłynniejszych jest dyptyk Barberini z wizerunkiem Justyniana na koniu). Wykonywane były wyroby złotnicze i ceramiczne (gliniane lampki oliwne i ampułki). Gdy chrześcijaństwo zostało zalegalizowane, pojawiła się potrzeba wyposażania kościelnych wnętrz i używania naczyń liturgicznych. W Rawennie zachowały się dwie kamienne ambony z VI wieku oraz tron biskupa Maksymiana.

## Architektura

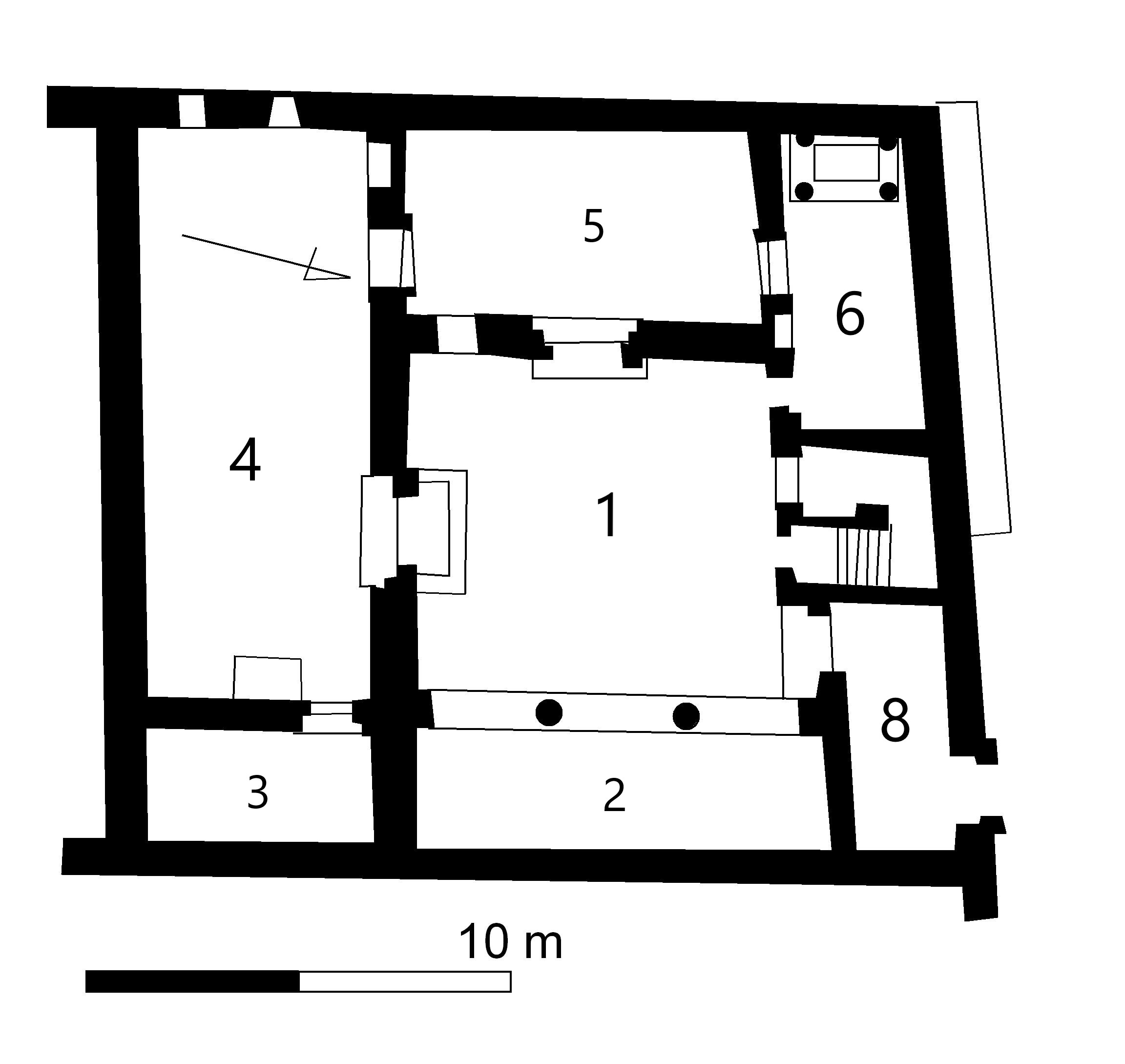
Plan domu chrześcijan w Dura Europos (baptysterium – podłużne pomieszczenie w prawym górnym rogu)

### Przed 313
Zabytki architektury sprzed 313 roku, które można powiązać z kultem chrześcijańskim, są nieliczne. Najważniejszą przyczyną był fakt, iż chrześcijaństwo było wówczas nielegalne. Pod pojęciem Kościoła rozumiano zresztą wspólnotę wiernych, a nie konkretny budynek. Do sprawowania obrzędów nie był także potrzebny specjalny budynek; wierni zbierali się w prywatnych domach, przekazywanych na użytek wspólnoty (tzw. domus ecclesiae). Pojedynczych znanych budynków tego typu nie można jednak określić terminem architektury chrześcijańskiej, gdyż były to zwykłe domy, typowe dla danego regionu. Przykładem jest dom w Dura Europos z III wieku, w którego ruinach odnaleziono fragmenty basenu z baldachimem. Pomieszczenie to interpretowane jest jako baptysterium, a zdobione jest częściowo zachowanymi malowidłami, m.in. z postacią Dobrego Pasterza, sceną uzdrowienia paralityka, przejściem Piotra po wodzie. Podobne domy odkryto w Ostii, Lullingston w Anglii, Kirkbize w Syrii.

### Po 313
Po ukazaniu się edyktu mediolańskiego religia została objęta patronatem cesarstwa. Za sprawą Konstantyna Wielkiego, jego matki Heleny oraz wielu ich naśladowców (biskupów i miejscowych wspólnot) powstały liczne budowle.
Fundowane budowle oparte były na rzymskich wzorcach. Przeważały podłużne bazyliki, wzorowane na rzymskich bazylikach handlowo-sądowych. Świątynie chrześcijańskie nie mogły bowiem czerpać z modelu świątyni pogańskiej, ze względu na różne funkcje (w pogańskiej świątyni kult sprawowano na zewnątrz, nie była ona przystosowana do gromadzenia wiernych wewnątrz). Od samego początku występowały także budowle na planie centralnym, związane najczęściej z kultem świętych męczenników (tzw. martyria) oraz baptysteria. Architektura budowli wznoszonych przez rodzinę cesarską była naśladowana w całym imperium. W ten sposób ukształtowały się dwa typy powszechnie przyjętego budynku kultowego:
- bazyliki o 3 lub 5 nawach wydzielonych kolumnadą i przykrytych drewnianym stropem lub więźbą dachową, odkrytą od wewnątrz. W najstarszych obiektach nie występują sklepienia. Najwyższa nawa środkowa zakończona była apsydą, przeznaczoną dla duchowieństwa. Budynki początkowo poprzedzane były dziedzińcem (atrium), z sadzawką (studnią otoczoną krużgankami, początkowo służącą do chrzczenia wiernych). W późniejszych budowlach atrium zanikło, a przedsionek zamknięto drzwiami.
- budowli na planie centralnym – na rzucie koła lub wieloboku, spotykaną początkowo w mauzoleach, od połowy IV wieku także w baptysteriach, a od końca IV w kościołach.

Oprócz nowych budowli przekształcano istniejące świątynie pogańskie, budynki publiczne w obiekty sakralne związane z chrześcijaństwem.
Niewiele wiadomo o dekoracji pierwszych kościołów. Sztuka zdobienia wnętrz rodziła się powoli, zapewne w związku z pewną rezerwą wobec sztuki figuralnej oraz brakiem tradycji w tej dziedzinie. Strona zewnętrzna kościołów była skromna, bogate natomiast były wnętrza, w których stosowano płyty marmurowe do wykładania ścian i posadzek oraz mozaiki – w absydach, na ścianach naw i w łukach triumfalnych.
Fundacje konstantyńskie

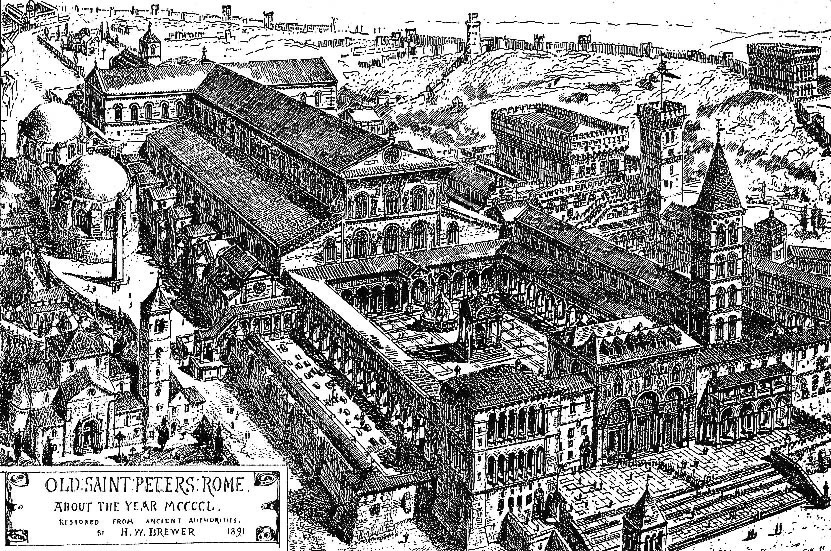
XIX-wieczna rekonstrukcja wyglądu bazyliki św. Piotra na Watykanie

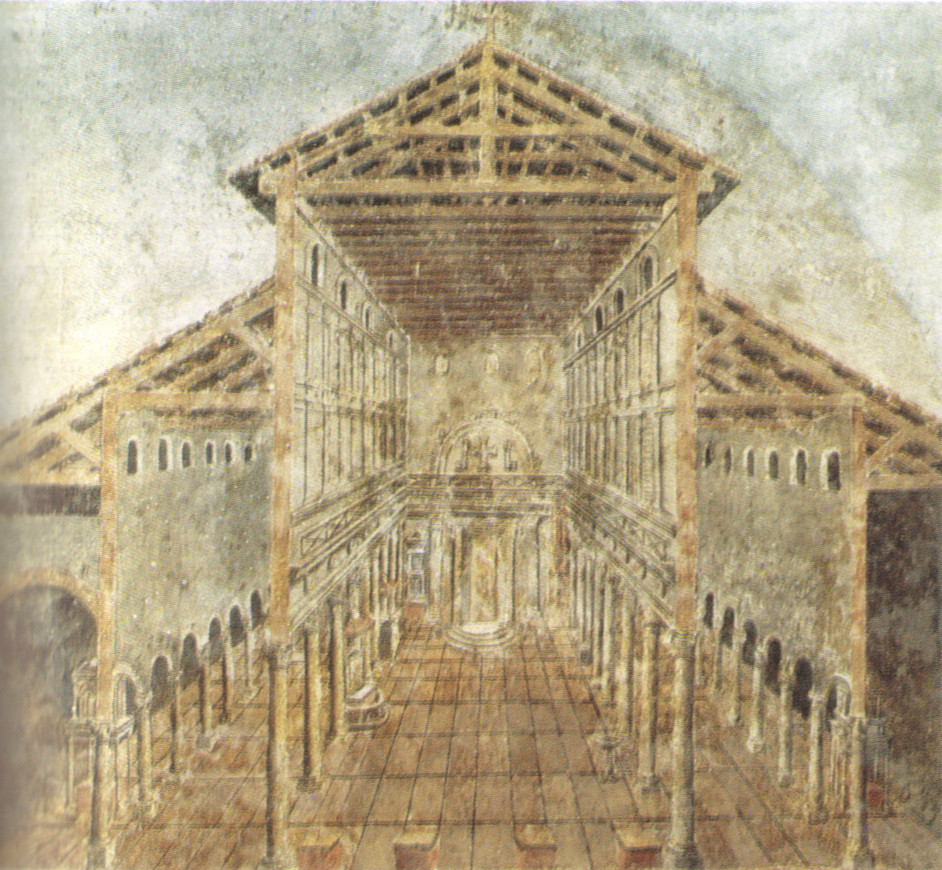
Wnętrze bazyliki św. Piotra na Watykanie (malowidło ukazujące stan sprzed wyburzenia)

Z funduszy cesarskich wzniesiono kilka budowli w Rzymie oraz poza nim: w Konstantynopolu, Antiochii, Nikomedii, Trewirze oraz Palestynie (w Betlejem i Jerozolimie). Kwestia fundacji Konstantyna, Heleny i jego potomków w niektórych przypadkach nie jest jednak do końca pewna (np. istnieją wątpliwości, czy bazyliki Agnieszki i Wawrzyńca faktycznie ufundował Konstantyn, czy jego następcy).
- Bazylika św. Jana na Lateranie (San Giovanni in Laterano) w Rzymie, pierwotnie pod wezwaniem Zbawiciela – katedra biskupa Rzymu, wzniesiona w latach 313–325. 5-nawowa, nieorientowana. Od strony zachodniej przylegały do niej dwa kwadratowe pomieszczenia (być może zakrystie). Zbudowana została na miejscu koszar gwardii Equites Singulares. Pierwotne mury są do dziś zachowane, choć kościół był przebudowywany od końca XVI do XIX wieku; zmieniony też został wystrój. Od strony północno-zachodniej przylega do niej baptysterium, obecne z V wieku.
- Bazylika św. Piotra na Watykanie – pierwsza na tym miejscu, do dziś zupełnie nie zachowana, gdyż została zburzona w XVI wieku, by zrobić miejsce nowej budowli. Wznoszona była od lat 325–333 do 354–366 na miejscu nekropolii, na której znajdował się pochówek św. Piotra. Nad grobem wzniesiono memorię, usytuowaną w transepcie kościoła – pierwszym transepcie w architekturze kościelnej. Bazylika była 5-nawowa, miała wymiary ok. 122×66m, od wschodu poprzedzało ją atrium.
- Bazylika św. Pawła za Murami w Rzymie
- Kościół Świętego Krzyża Jerozolimskiego (Santa Croce in Gerusalemme) w Rzymie – powstał przed 324 rokiem z inicjatywy Heleny na terenie kompleksu pałacowego Sessorium w wyniku przebudowy sali pałacowej.
- Bazylika św. Wawrzyńca (San Lorenzo) w Rzymie – bazylika memorialna o charakterystycznym planie, przypominającym rzymski cyrk. Całą budowlę, z wyjątkiem części frontowej, obiega obejście.
- Bazylika św. Piotra i Marcellina w Rzymie – bazylika memorialna o charakterystycznym planie, przypominającym rzymski cyrk. Całą budowlę, z wyjątkiem części frontowej, obiega obejście. Do bazyliki dobudowano mauzoleum Heleny zw. Tor Pignattara.
- Bazylika św. Agnieszki (Sant'Agnese) w Rzymie – bazylika memorialna o charakterystycznym planie, przypominającym rzymski cyrk. Całą budowlę, z wyjątkiem części frontowej, obiega obejście. Przy bazylice wzniesione zostało mauzoleum Konstancji (Santa Costanza).
- Bazylika Apostołów przy via Appia (dziś św. Sebastiana – San Sebastiano) w Rzymie – bazylika memorialna o charakterystycznym planie, przypominającym rzymski cyrk. Całą budowlę obiega obejście.
- Dwie katedry w Konstantynopolu
- Katedra w Trewirze – składająca się z kompleksu budynków z dwoma równoległymi, trójnawowymi bazylikami.
- Złoty Kościół (Oktogon) w Antiochii – cesarska kaplica pałacowa, wzniesiona w latach 327–329 na planie ośmiokąta i przykryta kopułą lub dachem w kształcie ostrosłupa. Wnętrze kościoła zdobiły bogate mozaiki na złotym tle. Z budowli nie zachowały się nawet ruiny, znana jest tylko ze źródeł pisanych.
- Pałacowy kościół w Nikomedii
- Bazylika Narodzenia Pańskiego w Betlejem – zbudowana została pod koniec lat 20. IV wieku. Od strony wschodniej, zamiast absydy, nad grota Narodzenia wzniesiono ośmioboczny budynek, znany dziś tylko z wykopalisk. Sama bazylika została przebudowana za Justyniana, ale konstantyńska struktura murów zachowana jest do dziś.
- Bazylika Grobu Pańskiego (Anastasis) na Golgocie w Jerozolimie – oprócz samej bazyliki wzniesiono cały zespół kilku budowli, połączonych dziedzińcami otoczonymi portykami. W centralnej części, nad grotą, w której matka Konstantyna, św. Helena, odnalazła relikwie Krzyża Świętego, powstała pięcionawowa bazylika. Dalej, za dziedzińcem, stanęła „Anastasis” (gr. Zmartwychwstanie) – budowla na planie centralnym wokół skalnej groty, w której zgodnie z przekonaniem pielgrzymującej matki Konstantyna, znajdował się Grób Pański. Nie ma pewności jak wyglądała ta budowla. Przypuszcza się, że była to rotunda lub duża eksedra. Anastasis był wielokrotnie przebudowywana, niszczona przez pożary i odbudowywana. Obecnie, w świątyni otoczonej kaplicami dla wszystkich wyznań chrześcijańskich przetrwały tylko fragmenty murów z czasów Konstantyna.

Ufundowane zostało także Mauzoleum Konstancji (Santa Costanza), w którym pochowana została córka Konstantyna.
Inne budowle

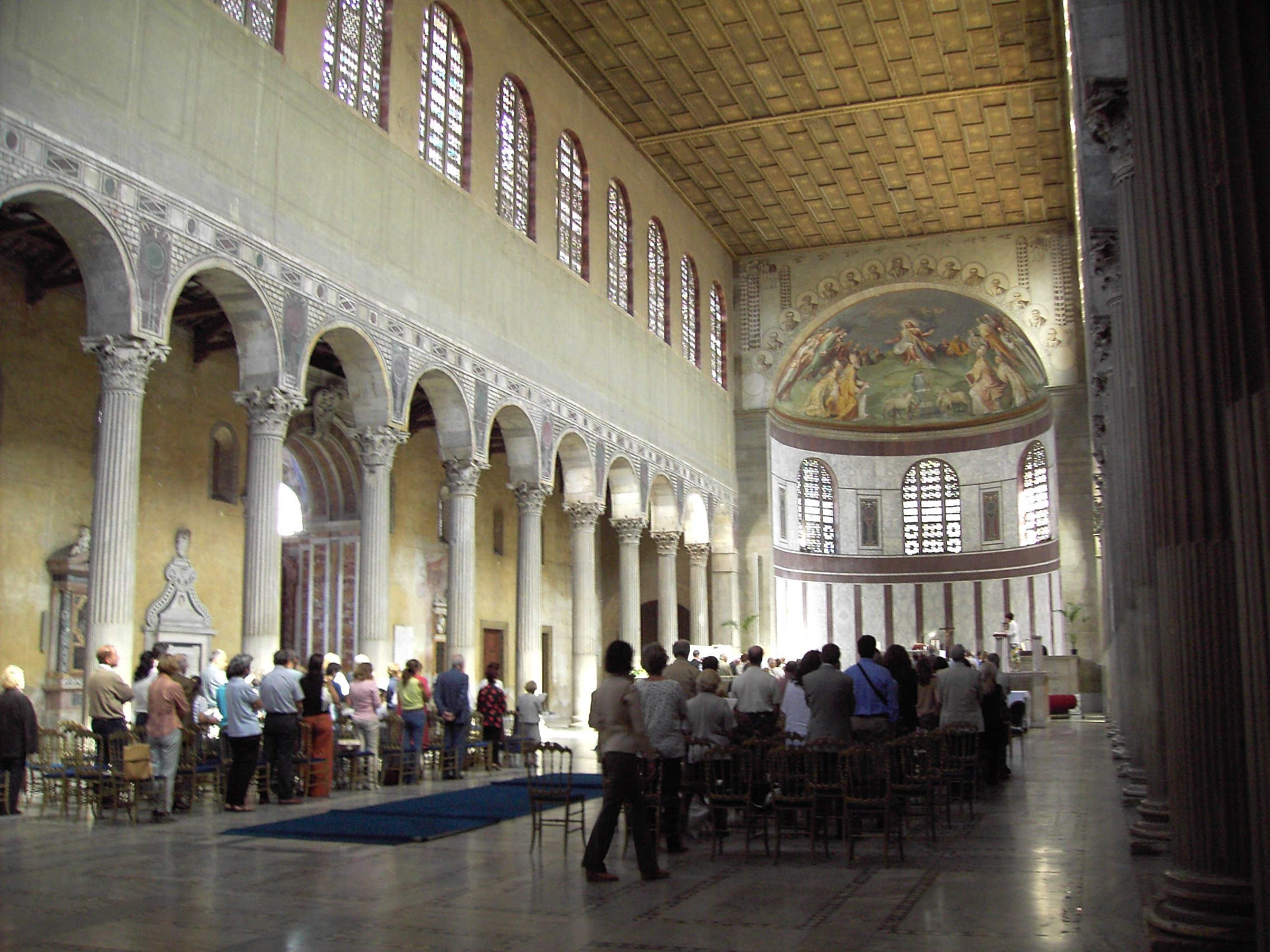
Wnętrze bazyliki św. Sabiny

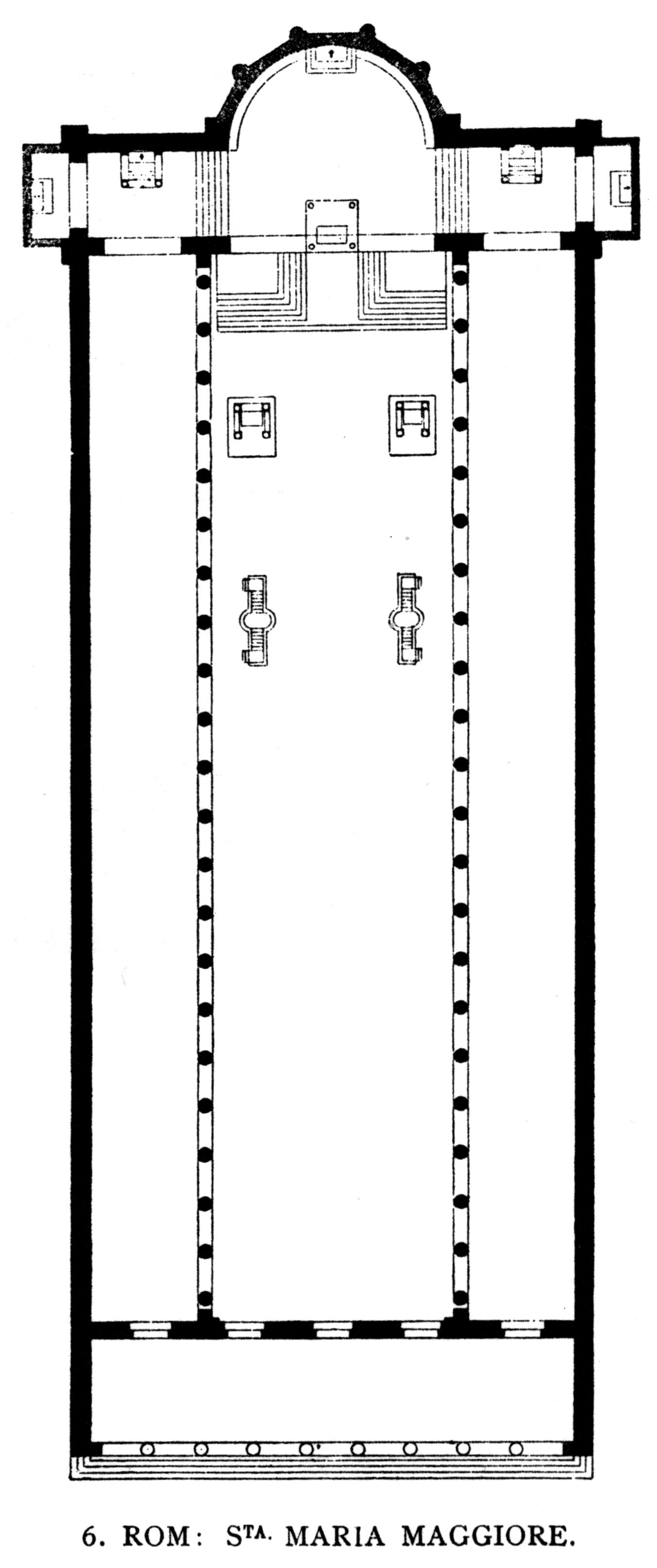
Plan bazyliki Santa Maria Maggiore w Rzymie

Oprócz fundacji Konstantyna powstawały także inne kościoły oraz budowle innego typu. W okresie panowania dynastii walentyniańskiej fundacje cesarskie były rzadsze; budowę przejął Kościół. V wiek to okres rozkwitu architektury chrześcijańskiej na ogromną skalę, a w jej ramach pojawiły się pierwsze klasztory.
W IV wieku i na początku V wzniesiono w Rzymie 25 bazylik, nazywanych, tytularnymi, które służyły do odprawiania nabożeństw i celom katechetycznym. Jedną z nich był kościół Santa Pudenziana (św. Pudencjanny) w Rzymie, przekształcony z wcześniejszej sali liturgicznej. W jej absydzie zachowała się najstarsza mozaika z absydy kościoła (patrz wyżej). Innym przykładem jest bazylika św. Sabiny z lat 20. V wieku, w której obok fragmentów dekoracji przetrwały drewniane drzwi (V w.). W 431 roku Sykstus III wzniósł na Eskwilinie trójnawową bazylikę ku czci Maryi – Santa Maria Maggiore, w której zachowała się duża część mozaik, zdobiących ściany nawy głównej oraz łuku triumfalnego; mozaika z absydy jest późniejsza. W drugiej połowie V wieku wybudowany został kościół św. Stefana (San Stefano Rotondo) na nietypowym planie centralnym, z wyższą częścią centralną. Dodatkowo obejście tworzyło krzyż maltański.
Obok kościołów budowano także baptysteria, najczęściej w pobliżu dużych kościołów, jako obiekty do nich przylegające lub wolno stojące. Jednym z najstarszych jest wzniesione już w latach 314–320 baptysterium San Giovanni in fonte na Lateranie. W starożytności w tym miejscu znajdowały się termy Domu Faustyny, które wykorzystano stawiając budowlę w kształcie rotundy z dużym basenem osłoniętym baldachimem. W V wieku baptysterium zostało przebudowane i uzyskało kształt na planie ośmiokąta z obejściem wokół basenu i dachem w kształcie kopuły. Stosowanie planów wielobocznych i owalnych, oprócz kolistych jest charakterystyczne dla budowli na planie centralnym z końca IV i V wieku. Rozwiązania te pojawiają się nie tylko w baptysteriach i mauzoleach ale i w kościołach. Ponadto stosowane są rozwiązania o bardziej złożonej architekturze, np. plan czteroliścia.
Wraz z przeniesieniem stolicy w tym okresie do Konstantynopola i Mediolanu biskup Rzymu uniezależnił się od cesarza. Pogłębiały się różnice między Wschodem a Zachodem w zakresie liturgii i układach architektonicznych budowli.
Architektura poza Italią

Architektura chrześcijańska nie rozwijała się tylko w Italii. Bazyliki w północnej Afryce charakteryzowały się wieloma nawami, włączaniem absydy w ciąg murów dziedzińca oraz umieszczaniem ołtarza w nawie głównej, a miejsc dla duchownych w absydzie. Wiele budowli z czasów wczesnego chrześcijaństwa zachowało się na terenie Syrii, używano tam łatwo dostępnych bloków wapienia. Wiele budowli rozplanowano na rzucie ośmiokąta z przekryciem kopułą. Przejście z planu wielokąta na plan koła uzyskiwano stosując trompy. Przypuszczalnie rozwiązanie to zostało było znane już w Persji. Powszechnie stosowano także przejście z planu kwadratu do koła wykorzystując wycinek sklepienia, tzw. pendentyw. Rozwiązanie to znane było już w starożytnym Rzymie, jednak nigdy nie było stosowane na dużą skalę i w budynkach o znacznych wymiarach. Na trwale wpisało się w późniejsza architekturę bizantyjską. Dla przekrycia pomieszczeń stosowano sklepienia kolebkowe. Na terenie Syrii rozpowszechniła się konstrukcja znana także rzymskim budowniczym, choć rzadko przez nich stosowana. Polegała ona na oparciu płyt sklepienia na równoległych do siebie gurtach dzielących sklepienie na mniejsze pola. W miejscu oparcia żebra (gurtu) na ścianie stosowano pogrubienie w celu przeniesienia obciążenia skupionego w tym przekroju.

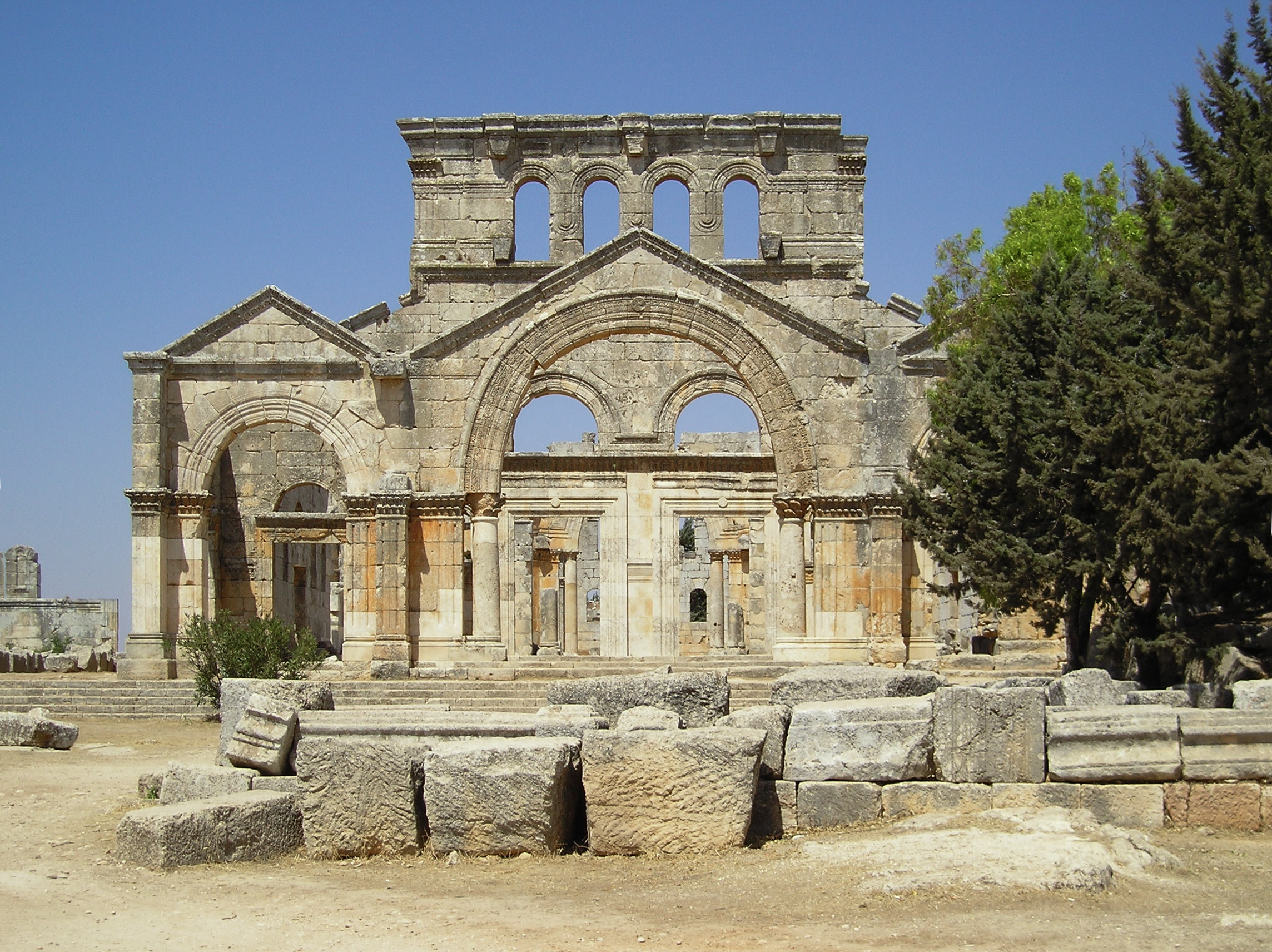
Ruiny klasztoru Szymona w Syrii

Odnalezione na terenie Syrii ruiny klasztoru Szymona Słupnika w Kala’at Seman dają obraz budowli rozplanowanej wokół wysokiej kolumny, na której święty spędził znaczną część swojego życia. W centralnej części zespołu powstał budynek osłaniający kolumnę. Zbudowano go na planie ośmioboku z dachem w kształcie niskiego ostrosłupa. Do niego przylegają cztery trójnawowe bazyliki tworząc wspólnie plan krzyża o wymiarach 90 x 80 m. Główna bazylika zakończona została absydą. Dekorację architektoniczną wykonano w postaci przyściennych kolumn i spiętrzonych półkolumn, ślepych arkad, gzymsów i wsporników. Dekorację fryzów i głowic wykonano w postaci zgeometryzowanych motywów roślinnych, fantazyjnych plecionek. Wiele odnalezionych w ruinach motywów jest wspólnych z zastosowanymi w Pałacu Dioklecjana w Splicie.
W Syrii zastosowano również trójdzielne zakończenia naw, polegające na dodaniu do boków absyd pastoforiów. W Turmanin odkryto ruiny kościoła zbudowanego około 480 r. Bazylika została poprzedzona portykiem z galerią zamkniętym po bokach dwoma prostokątnymi wieżami. W zbudowanej w tym samym czasie bazylice w Kharab Sems, dwuspadowy dach opierał się na łukach wspartych na dwóch rzędach kolumn rozdzielających nawy. Rozwiązania tego typu spotykane są w późniejszej architekturze romańskiej.
Czasy Justyniana

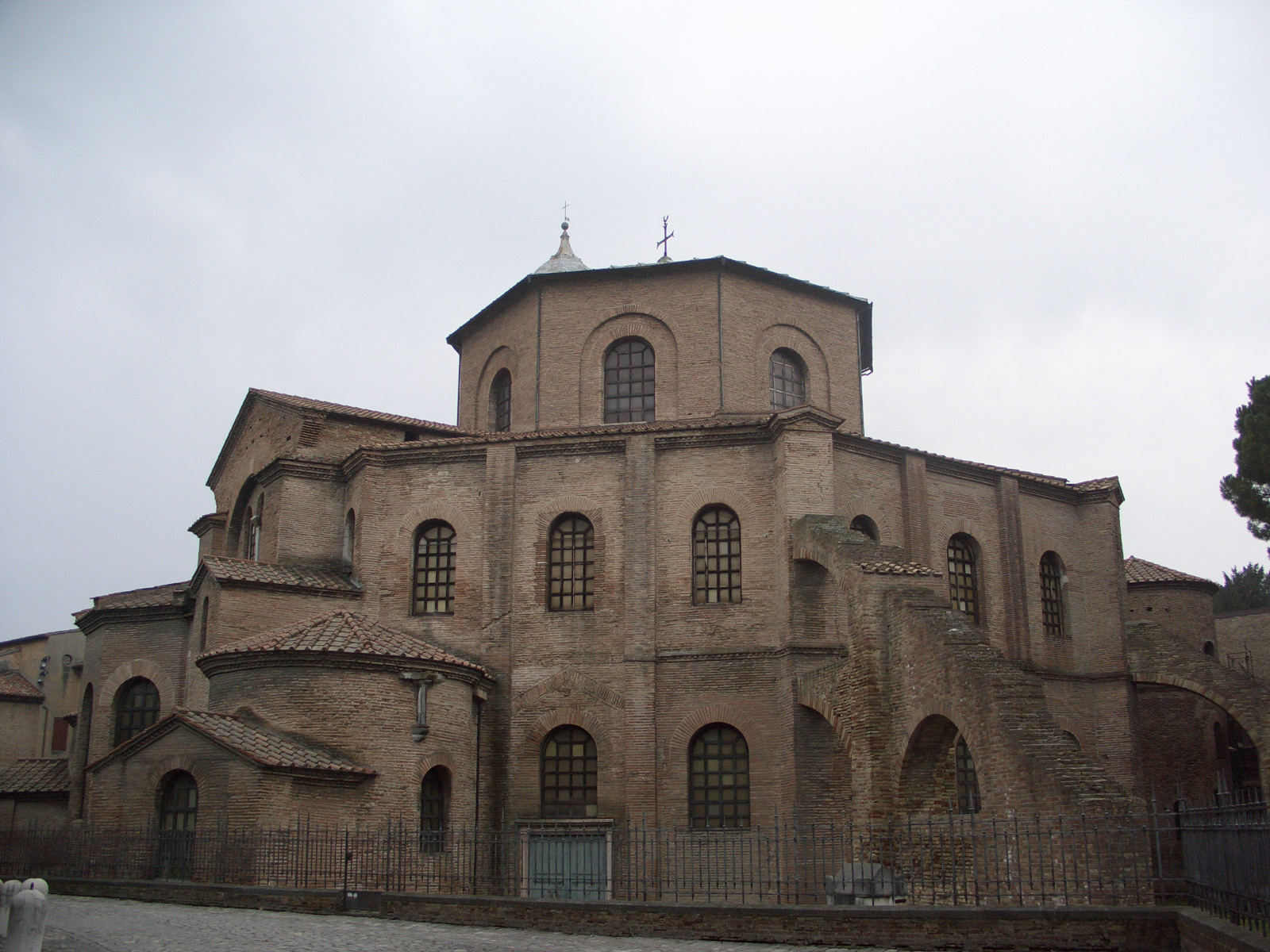
San Vitale w Rawennie

Okres rządów Justyniana nazywany bywa złotą epoką. Cesarz, pragnący zjednoczyć dawne ziemie Imperium, był również fundatorem wielu wybitnych dzieł architektury, które jednak, tak jak już to zostało wcześniej powiedziane, bywają zaliczane także do okresu bizantyńskiego. Najważniejszym dziełem jest wzniesiona w Konstantynopolu Hagia Sophia o nowatorskich rozwiązaniach, wzniesiona na planie nawiązującym do bazyliki i wykorzystującym równocześnie rozwiązania z budowli centralnych. Nad całością dominuje ogromna kopuła o średnicy 31 metrów. Wnętrze jest bogato zdobione. W Konstantynopolu zostały wzniesione także inne kościoły: św. Sergiusza i Bachusa, Hosios Polyeuktos (być może fundacja nieco wcześniejsza), Hagia Irene (na miejscu wcześniejszej). Ważnym miejscem cesarskich fundacji była Rawenna, gdzie w latach 540–548 wzniesiono kościół San Vitale, na planie ośmioboku, z centralną częścią wyższą. Wewnątrz zachował się zespół mozaik. Rok później konsekrowano trójnawowy Sant’Apollinare in Classe, usytuowany w porcie Rawenny.
W VI wieku na szeroką skale dokonywano przekształceń pogańskich świątyń na chrześcijańskie.